# Hetmanato
O Hetmanato Cossaco[a], ou simplesmente Hetmanato (em ucraniano: Гетьма́нщина, romanizado: Hetmanshchyna; ver § Nomes), oficialmente a Hoste Zaporojiana (em ucraniano: Військо Запорозьке, romanizado: Viisko Zaporozke; em latim: Exercitus Zaporoviensis),  era um estado cossaco ucraniano.  Seu território consistia na maior parte da Ucrânia Central e partes da Bielorrússia.   Existiu entre 1649 e 1764, embora seu sistema administrativo-judicial tenha persistido até 1781. 
O Hetmanato foi fundado pelo Hetman da Hoste Zaporojiana, Bohdan Khmelnytskyi, durante a Revolta de Khmelnitski de 1648 a 1657 nos territórios orientais da Comunidade Polaco-Lituana. O estabelecimento de relações de vassalo com o Czarado da Rússia no Tratado de Pereslávia de 1654 é considerado um marco do Hetmanato Cossaco na historiografia soviética, ucraniana e russa. O segundo Concílio de Pereiaslav em 1659 restringiu ainda mais a independência do Hetmanato, e do lado russo houve tentativas de declarar os acordos alcançados com Yurii Khmelnytsky em 1659 como nada mais do que os "antigos acordos de Bohdan" de 1654.    O Tratado de Andrusovo de 1667, conduzido sem qualquer representação do Hetmanato Cossaco, estabeleceu as fronteiras entre os estados polonês e russo, dividindo o Hetmanato ao meio ao longo do Dniepre e colocando o Siche Zaporojiano sob uma administração formal conjunta russo-polonesa.
Após uma tentativa frustrada de romper a união com a Rússia por Ivan Mazepa em 1708, toda a área foi incluída na Gubernia de Kiev,  e a autonomia cossaca foi severamente restringida. Catarina II da Rússia aboliu oficialmente o título de Hetman em 1764 e, de 1764 a 1781, o Hetmanato Cossaco foi incorporado como a Gubernia da Pequena Rússia, chefiada por Pyotr Rumyantsev, com os últimos resquícios do sistema administrativo do Hetmanato abolidos em 1781.

## Nome
O nome oficial do Hetmanato Cossaco era Hoste Zaporojiana ou Exército de Zaporíjia (Військо Запорозьке).  O termo historiográfico Hetmanato (em ucraniano: Гетьманщина, Hetmanshchyna, lit.  "Estado do Hetman") foi cunhado no final do século XIX,  derivando da palavra hetman, o título do general do Exército Zaporojiano. Apesar de não estar centrada em Zaporíjia, o nome da região (lit.  "além das corredeiras") foi derivado dos cossacos do sul da Ucrânia centrados no Siche Zaporojiano,  bem como um nome geral para os cossacos ucranianos como uma organização política e militar. 
A Constituição de Pylyp Orlyk refere-se a ela como "Pequena Rússia" ("кордони Малої Росії, Вітчизни нашої", lit.  "fronteiras da Pequena Rússia, nossa pátria") e "Ucrânia" (em ucraniano: Україна, em latim: Ucraina);  o último nome é encontrado em várias fontes polonesas, russas,   otomanas e árabes. Após a Revolta de Khmelnitski em 1648, o nome “Pequena Rússia” ganhou força e foi usado nas relações com Moscou, enquanto internamente, o território foi chamado de Ucrânia e seus habitantes como “nação rutena”.  Na correspondência diplomática russa, era chamada de Pequena Rússia (em russo: Малороссия) e o Gabinete da Pequena Rússia foi criado como um departamento governamental.   O Hetmanato Cossaco era chamado de "País da Ucrânia" (em turco: اوكراینا مملكتی / Ukrayna memleketi) pelo Império Otomano.  No texto do Tratado de Buchach, é mencionado como o Estado Ucraniano (em polonês/polaco: Państwo Ukraińskie).  O mapa da Ucrânia feito por Johann Homann, refere-se a ela como Ucrânia, ou a Terra dos Cossacos (em latim: Ukrania quae et Terra Cosaccorum). O poeta russo Alexander Pushkin também fala sobre "Ucrânia" em vez de "Hetmanato Cossaco" em seu poema Poltava, descrevendo eventos em torno da Batalha de Poltava de 1709. 
O fundador do Hetmanato, Bohdan Khmelnytsky, declarou-se governante do estado ruteno ao representante polonês Adam Kysil em fevereiro de 1649.  Seu contemporâneo, o metropolita Sylvestr Kosiv, o reconheceu como "o líder e o comandante de nossa terra". Em sua carta a Constantin Șerban (1657), ele se referiu a si mesmo como Clementiae divinae Generalis Dux Exercituum Zaporoviensium. 
Grande Principado da Rutênia foi o nome proposto para o Hetmanato Cossaco como parte da Comunidade Polaco-Lituana-Rutena.  

## História

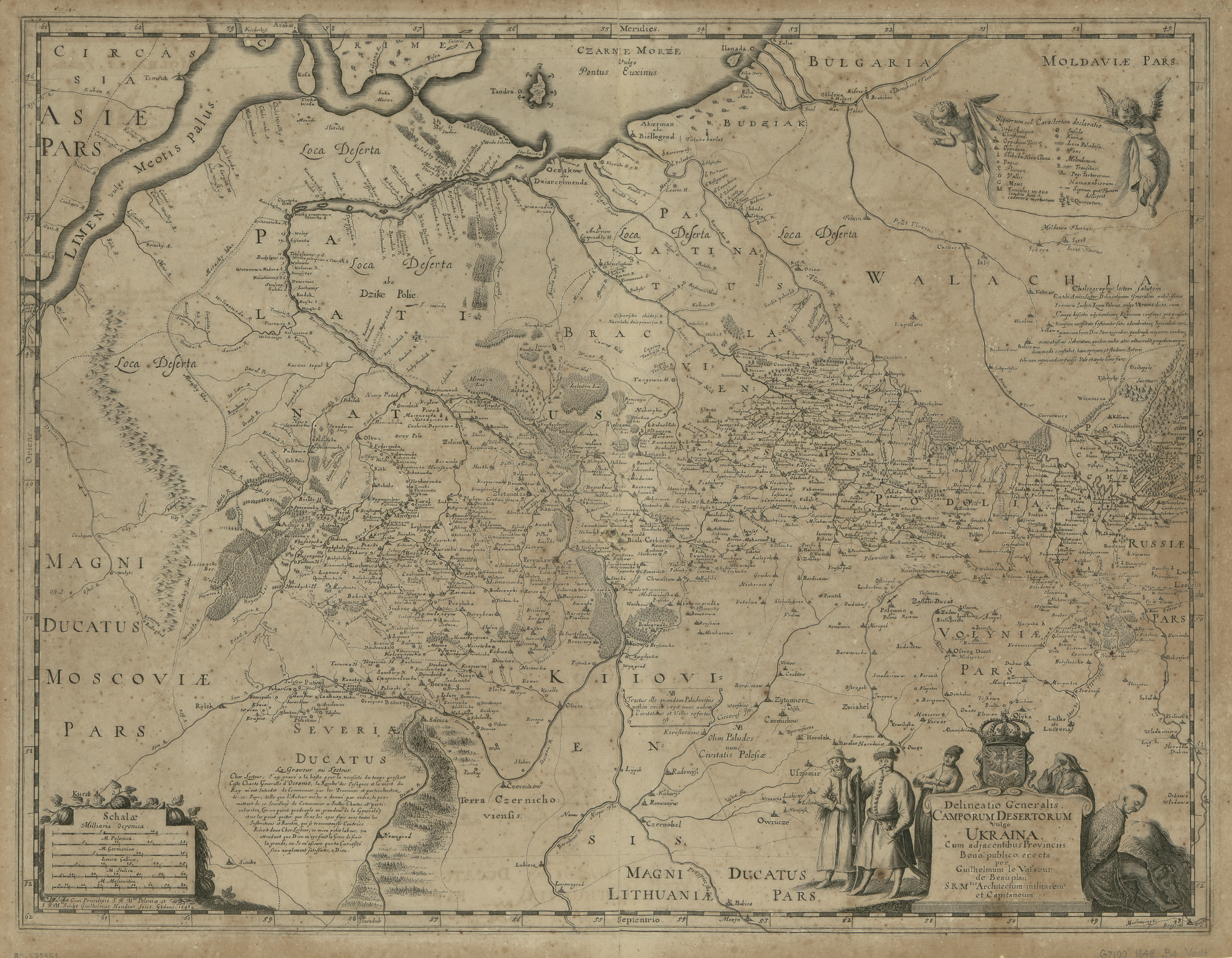
Delineatio Generalis Camporum Desertorum vulgo Ukraina (Mapa Geral das Planícies Desertas, comumente conhecidas como Ucrânia), 1648. O norte está na parte inferior do mapa.

### Estabelecimento
Após muitas campanhas militares bem-sucedidas contra os poloneses, Hetman Bohdan Khmelnytsky fez uma entrada triunfal em Kiev no Natal de 1648, onde foi saudado como um libertador do povo do cativeiro polonês. Em fevereiro de 1649, durante negociações em Pereiaslav com uma delegação polonesa, Khmelnytsky deixou claro aos poloneses que queria ser o Hetman de uma Rutênia que se estendesse até Chelm e Halych, e construí-la com a ajuda dos tártaros. Ele os avisou que pretendia retomar sua campanha militar. 
Quando a delegação retornou e informou João II Casimiro sobre a nova campanha de Khmelnytsky, o rei convocou um exército de voluntários totalmente szlachta e enviou tropas regulares contra os cossacos no sul da Volínia. Entretanto, após obter informações sobre forças cossacas superiores, as tropas polonesas recuaram para Zbarazh para estabelecer uma defesa. As forças de Jeremi Wiśniowiecki reforçaram os defensores de Zbarazh enquanto ele assumiu a liderança de todas as forças polonesas. Khmelnytsky sitiou a cidade, desgastando-a através de uma série de ataques e bombardeios aleatórios. O rei, enquanto corria para ajudar Wiśniowiecki, foi emboscado com suas forças recém-reunidas. Khmelnytsky, deixando parte de seu exército com Ivan Cherniata perto de Zbarazh, moveu-se junto com İslâm III Giray para interceptar os reforços poloneses e bloquear seu caminho em uma travessia de rio perto de Zboriv. Pego de surpresa, João Casimiro iniciou negociações com o cã tártaro. Com o cã ao seu lado, ele forçou Khmelnytsky a iniciar negociações de paz. Khmelnytsky assinou o Tratado de Zboriv em agosto de 1649, com um resultado um pouco menor do que o líder cossaco esperava de sua campanha. 

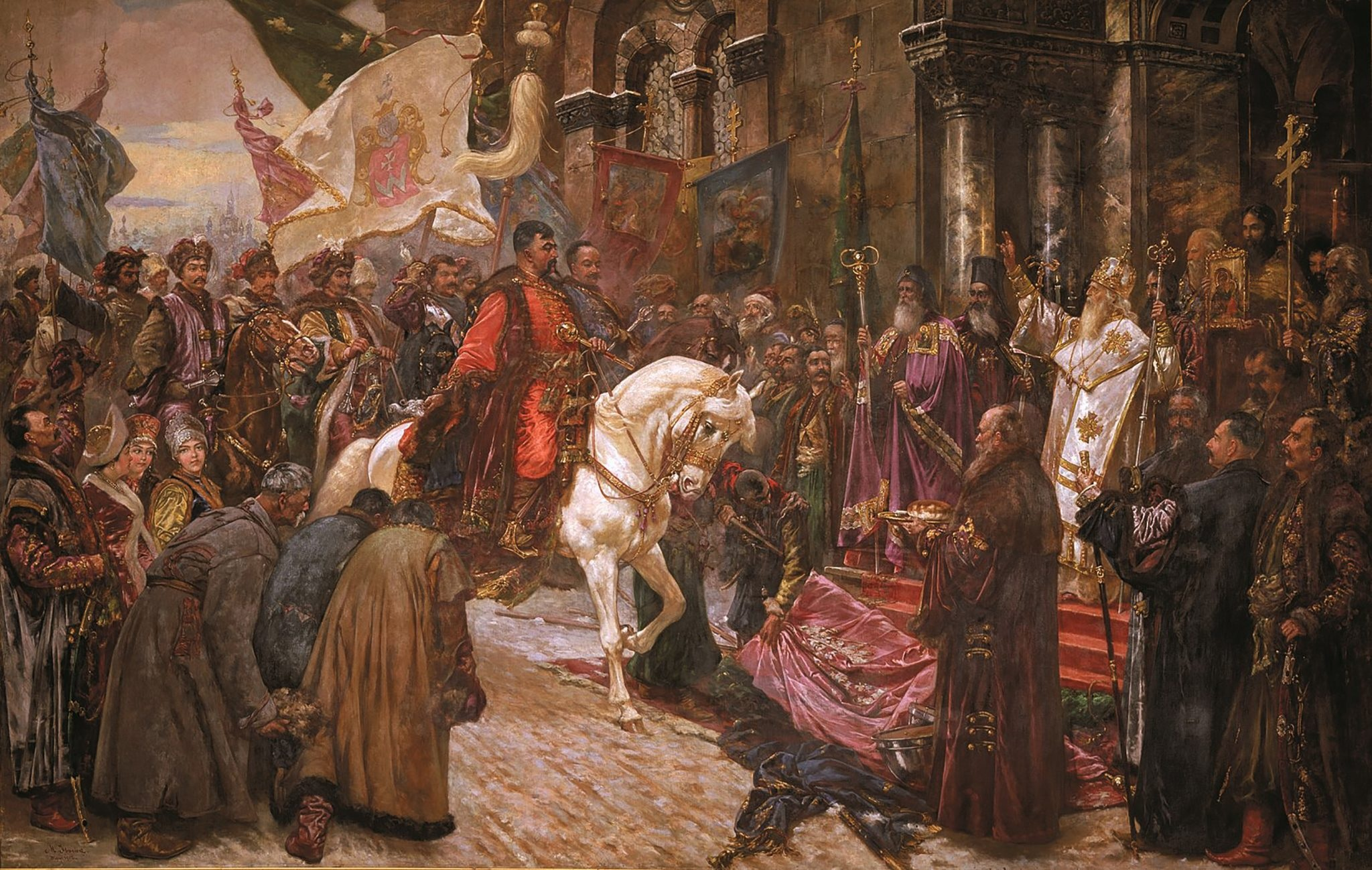
A entrada triunfal de Hetman Bohdan Khmelnytsky em Kiev em 1648

Como governante do Hetmanato, Khmelnytsky se envolveu na construção do Estado em diversas esferas: militar, administrativa, financeira, econômica e cultural. Ele investiu o Exército Zaporojiano, sob a liderança de seu hetman, com poder supremo no novo estado ruteno e unificou todas as esferas da sociedade ucraniana sob sua autoridade. Isso envolveu a construção de um sistema de governo e uma administração militar e civil desenvolvida a partir de oficiais cossacos e nobres rutenos, bem como o estabelecimento de uma elite dentro do estado cossaco hetman. 

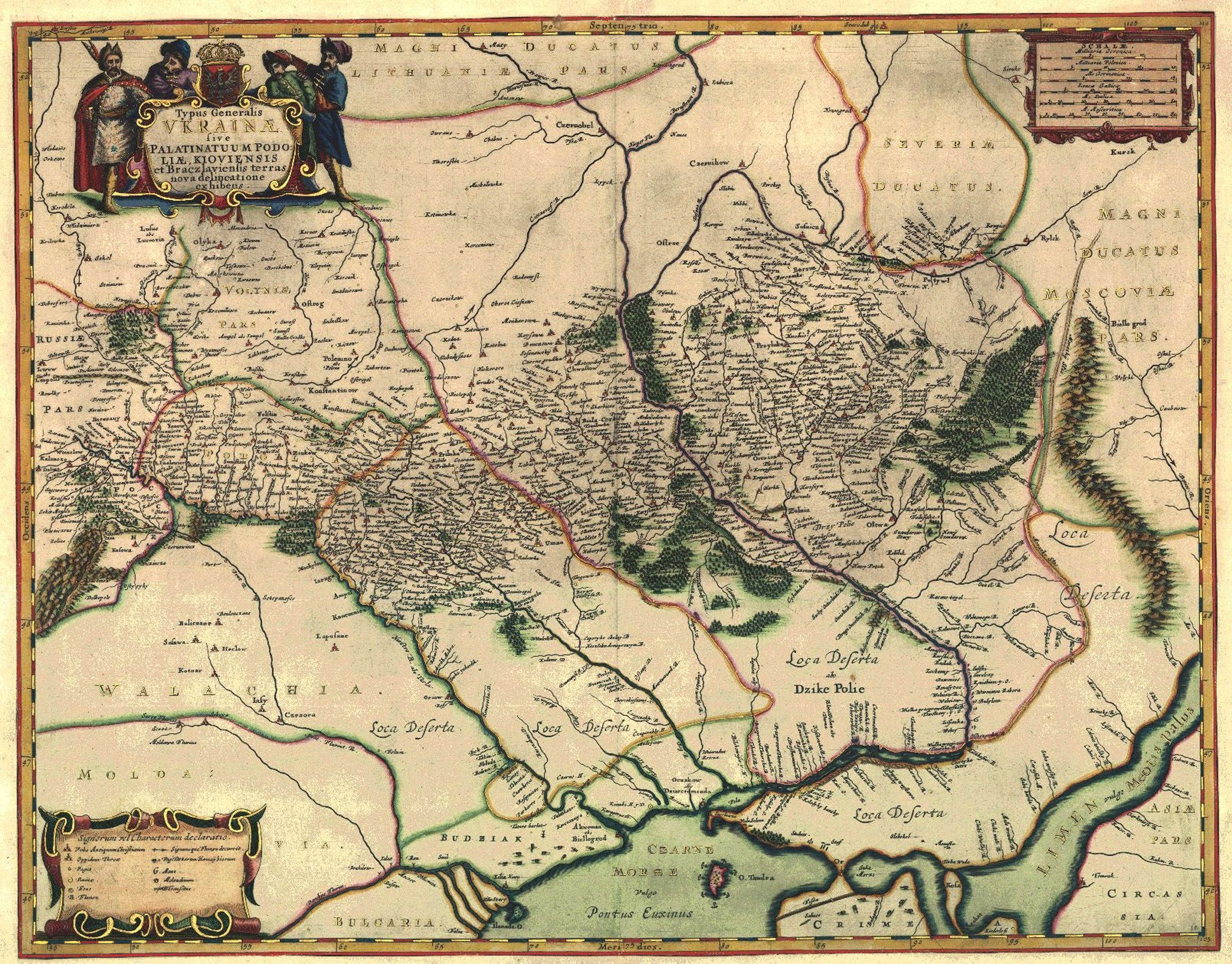
Mapa geral das fronteiras das novas terras da Ucrânia em 1649, ou Palatinados da Podólia, Kiev, Bratslav

O Hetmanato usava moeda polonesa e o polonês como língua administrativa e de comando.  No entanto, após a Trégua de Andrusovo em 1667, a "linguagem simples" (em ucraniano: проста мова), ou a língua vernácula comumente falada na Ucrânia, começou a ser escrita e amplamente utilizada em documentos oficiais do Hetmanato Cossaco. 

### Protetorado russo
Depois que os tártaros da Crimeia traíram os cossacos pela terceira vez em 1653, Khmelnytsky percebeu que não podia mais contar com o apoio otomano contra a Polônia e foi forçado a recorrer ao Czarado da Rússia em busca de ajuda. As tentativas finais de negociação ocorreram em janeiro de 1654 na cidade de Pereiaslav entre Khmelnytsky com os líderes cossacos e o embaixador do czar, Vasiliy Buturlin. O tratado foi concluído em abril em Moscou pelos cossacos Samiilo Bohdanovych-Zarudny e Pavlo Teteria, e por Aleksey Trubetskoy, Vasilii Buturlin e outros boiardos. Como resultado do tratado, a Hoste Zaporojiana se tornou um Hetmanato autônomo dentro do estado russo. O tratado também levou à Guerra Russo-Polonesa de 1654-1667. 

### A Ruína
O período da história do Hetmanato conhecido como "A Ruína", que durou de 1657 a 1687, foi marcado por constantes guerras civis em todo o estado. Após a morte de Bohdan Khmelnytsky em 1657, seu filho de dezesseis anos, Yurii Khmelnytsky, foi eleito sucessor. O filho de Bohdan não era apenas muito jovem e inexperiente, mas também claramente não tinha o carisma e as qualidades de liderança de seu pai.
Em resposta, Ivan Vyhovsky, o escriba geral (em ucraniano: писар) do Hetmanato e conselheiro de Bohdan Khmelnytsky, foi eleito hetman em 1657 pelo conselho de Starshyna. Sua eleição causou descontentamento generalizado entre outros regimentos e o Exército Zaporojiano, que enviou mensageiros a Moscou com reclamações. Como resultado, novas eleições foram convocadas no mesmo ano, nas quais Vyhovsky foi reeleito para o Conselho Militar Geral. Esta eleição também foi confirmada pelas autoridades russas que foram informadas de acordo com o tratado de Pereiaslav. Moscou continuou a aceitar candidatos das regiões do Hetmanato Cossaco, ignorando completamente a autoridade do hetman e espalhando rumores de que, na verdade, a Rússia não apoiava a candidatura de Vyhovsky.  Vyhovsky, vendo a situação saindo do seu controle, decidiu extinguir a revolta liderada pelo zaporojiano Kish Otaman Yakiv Barabash e pelo coronel de Poltava Martyn Pushkar. Na primavera  de 1658, Vyhovsky cruzou o Dniepre e enfrentou os amotinados perto de Poltava com a ajuda dos tártaros. Durante a batalha, Pushkar foi morto e substituído por um novo coronel, enquanto os líderes da revolta foram rigorosamente reprimidos. 
Depois disso, Vyhovsky e o Starshyna consideraram que o relacionamento com a Rússia estava rompido. O recém-eleito Metropolita Dionisi Balaban foi transferido para Chyhyryn, longe de Kiev. Um manifesto anulando a união com a Rússia foi enviado por toda a Europa, principalmente porque ela mantinha relações amistosas com a Polônia e apoiava a oposição interna dentro do Hetmanato. As negociações com a Suécia estavam congeladas, enquanto ele tinha apoio militar do Canato da Crimeia, então Vyhovsky decidiu renegociar com a Polônia, com quem as negociações continuaram por algum tempo. 
Em 16 de setembro de 1658, em Hadiach, um documento oficial foi assinado entre representantes do Hetmanato Cossaco e da Polônia. Sob as condições do tratado, a Ucrânia se tornaria um terceiro e autônomo componente da Comunidade Polaco-Lituana, sob a soberania máxima do Rei da Polônia, mas com seu próprio exército, tribunais e tesouro. Mas o tratado, embora ratificado pela Dieta em maio de 1659, nunca foi implementado porque era impopular entre as classes mais baixas da sociedade rutena onde ocorreram mais rebeliões. Por fim, Vyhovsky renunciou ao cargo de hetman e fugiu para a Polônia. O recém-reinstalado Yurii Khmelnytsky assinou os recém-compostos Artigos Pereiaslav que eram cada vez mais desfavoráveis para o Hetmanato e mais tarde levou à introdução de direitos de servidão. 
Em 1667, a guerra russo-polonesa terminou com o Tratado de Andrusovo, que dividiu o Hetmanato Cossaco ao longo do Rio Dniepre: a Margem Esquerda da Ucrânia desfrutava de um certo grau de autonomia dentro do Czarismo da Rússia, enquanto a Margem Direita da Ucrânia permaneceu parte da Comunidade Polaco-Lituana e foi temporariamente ocupada pelo Império Otomano no período de 1672-1699 (ver o Tratado de Buchach e o Tratado de Karlowitz). Por um curto período, Petro Doroshenko se tornou o capanga de ambos os bancos. Após a traição de Demian Mnohohrishny e uma nova ofensiva polonesa, Dorosenko concluiu uma aliança com os otomanos, que lhe concederam a Ucrânia, enquanto o hetman concordou em apoiar a ação militar otomana com seu exército. "Em 1669, a Porte emitiu uma patente (berat, nişan) concedendo a Doroshenko toda a Ucrânia cossaca como um sancak ou província otomana".  Essa medida reduziu drasticamente sua popularidade entre os ucranianos e plebeus, dando origem ao surgimento de dois autoproclamados hetmans da margem direita, Petro Sukhovii e o pró-polonês Mykhailo Khanenko. O apoio armado direto às forças anti-Doroshenko pela Comunidade Polaco-Lituana forçou o sultão Maomé IV a intervir no conflito. Em 1672, as tropas otomanas capturaram Podillia, a região de Bratslav e a região sul de Kiev e forçaram os poloneses a assinar o Tratado de Buchach. Doroshenko restaurou seu poder, mas devido aos ataques tártaros e à islamização violenta, a população ucraniana da margem direita começou a fugir para a margem esquerda do Dnieper, Sloboda Ucrânia, Galícia e Volínia. Em 1674, os cossacos da margem esquerda de Samoilovych, juntamente com o exército russo, invadiram a margem direita e, em 1676, privado de apoio, Doroshenko capitulou, entregando a capital do hetman, Chyhyryn, com kleinods. Esses eventos desencadearam a Guerra Russo-Turca, como resultado da qual o exército otomano-tártaro destruiu completamente a capital cossaca, Chyhyryn. Para privar o inimigo de apoio, o governo hetman da Margem Esquerda removeu à força toda a população da região do Dnieper para a Margem Esquerda. A guerra terminou com a conclusão da Paz de Bakhchysarai em 1681. De acordo com este tratado, a fronteira russo-otomana foi estabelecida ao longo do Dnieper; a confluência do Dnieper-Buh deveria ficar desabitada por 20 anos. Após a derrota dos otomanos na Batalha de Viena em 1683, o Czarado da Rússia e a Comunidade Polaco-Lituana concluíram o Tratado de Paz Perpétua em 1686, que também estabeleceu a divisão do Hetmanato entre eles. Na Margem Esquerda, Samoilovych foi considerado o culpado pela desintegração do estado cossaco entre o Czarismo da Rússia, a Comunidade Polaco-Lituana e o Império Otomano. Após a campanha malsucedida da Crimeia em 1687, ele foi denunciado, preso e exilado na Sibéria. Ao mesmo tempo, na margem direita, os poloneses aboliram o autogoverno cossaco e o sistema regimental em 1699. Como resultado, o Hetmanato continuou a existir apenas na margem esquerda do Dniepre. 

### Período Mazepa

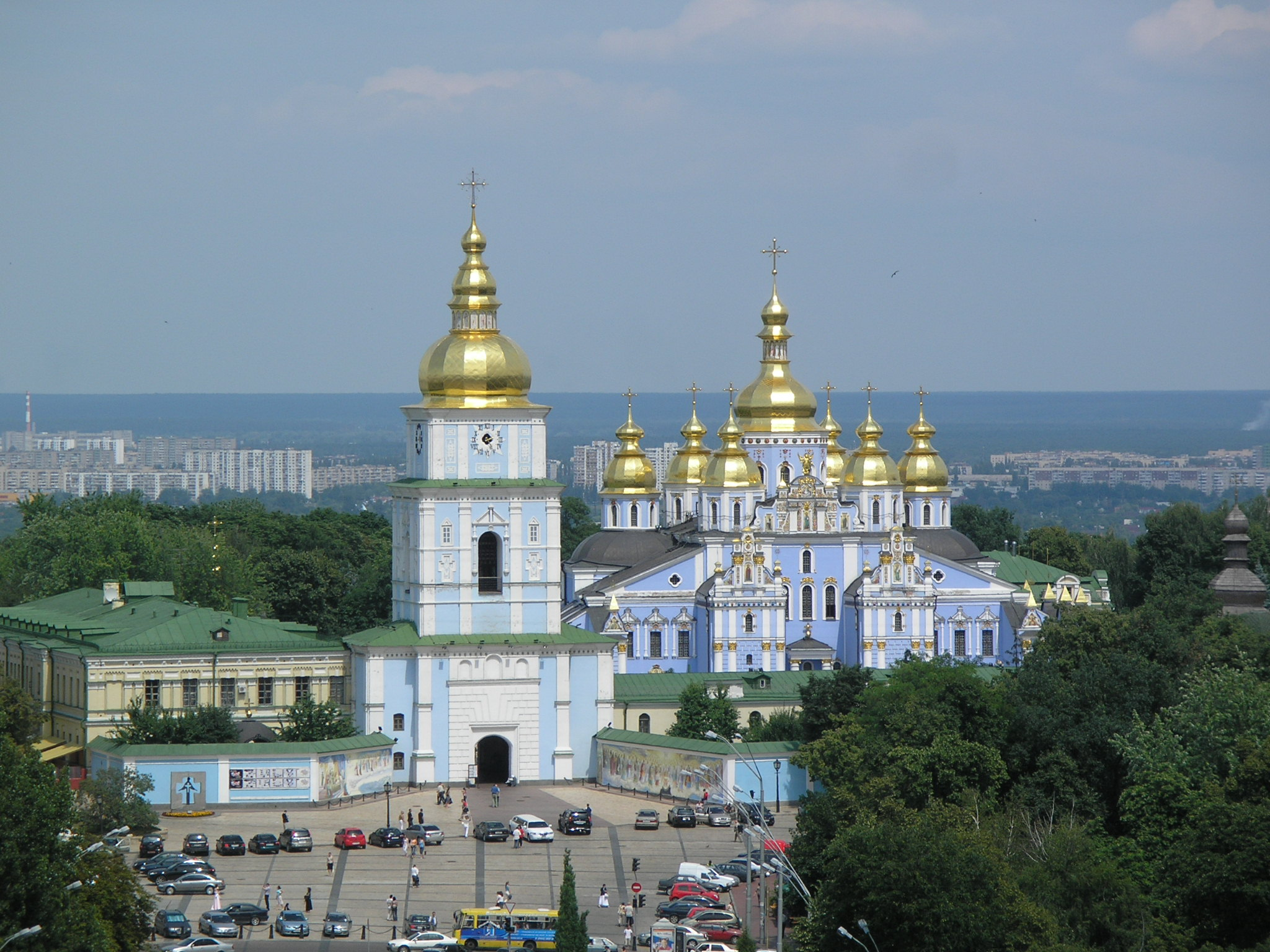
A Catedral de São Miguel com Cúpula Dourada em Kiev, construída com fundos do Hetman Ivan Mazepa

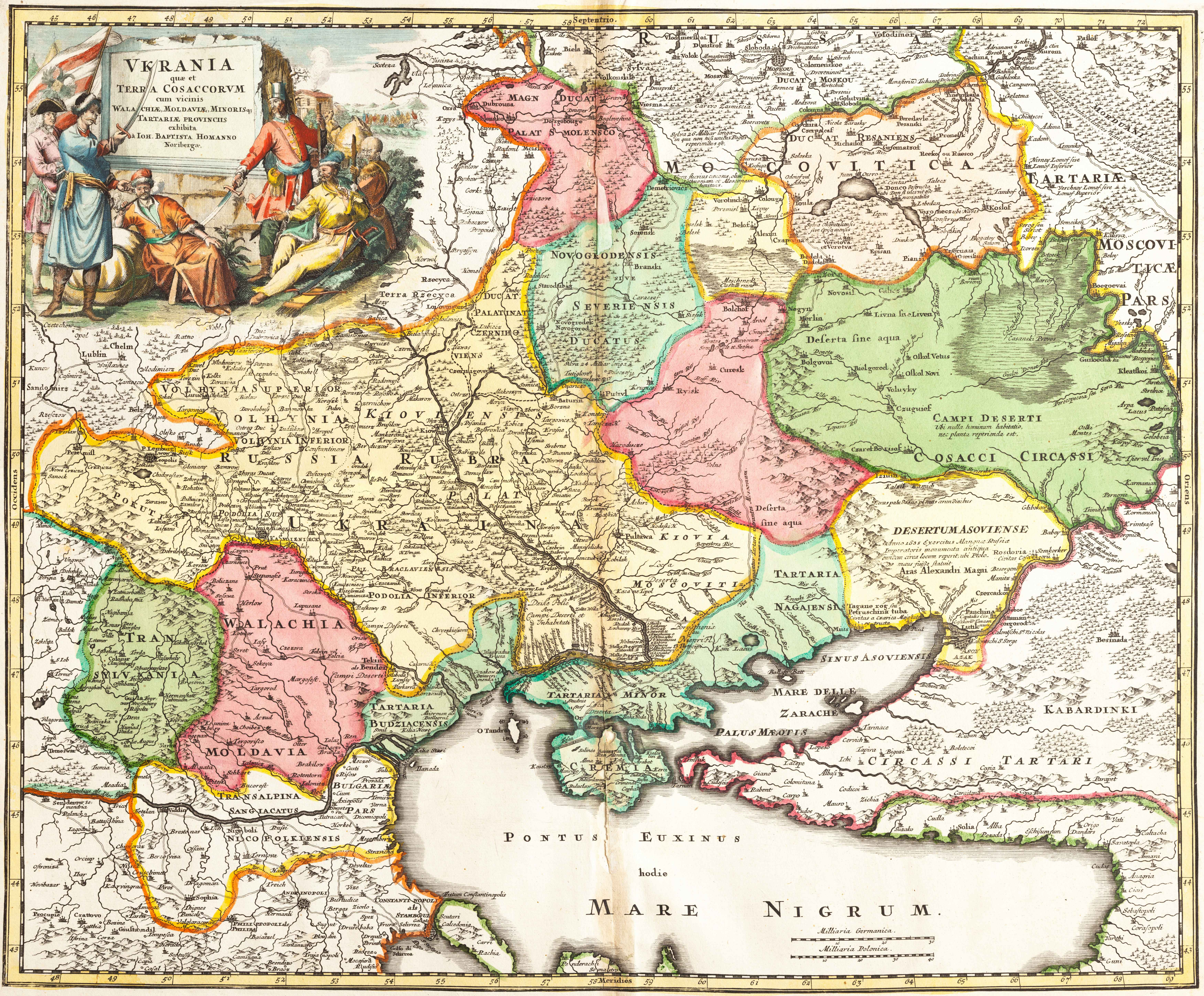
Um mapa de 1720 de Johann Baptist Homann: Ucrânia, ou Terra dos Cossacos

O período da Ruína efetivamente terminou quando Ivan Mazepa foi eleito hetman, servindo de 1687 a 1708. Ele trouxe estabilidade ao Hetmanato, que foi novamente unido sob um único hetman. O Hetmanato floresceu sob seu governo, particularmente na literatura e na arquitetura. O estilo arquitetônico que se desenvolveu durante seu reinado foi chamado de estilo barroco cossaco. 
Durante seu reinado, a Grande Guerra do Norte eclodiu entre a Rússia e a Suécia. A aliança de Mazepa com Pedro I causou grandes perdas de cossacos e interferência russa nos assuntos internos do Hetmanato. Quando o czar se recusou a defender a Ucrânia contra o rei polonês Estanislau I Leszczyński, um aliado de Carlos XII da Suécia, Mazepa e alguns cossacos zaporozhianos se aliaram aos suecos em 28 de outubro de 1708. A batalha decisiva de Poltava (em 1709) foi vencida pela Rússia, pondo fim ao objetivo de independência de Mazepa, prometido em um tratado anterior com a Suécia. 
Após a Batalha de Poltava, a autonomia do Hetmanato tornou-se nominal e a Gubernia de Kiev foi estabelecida. O Império Russo também começou a expurgar todos os supostos aliados de Mazepa, culminando nas execuções de cossacos em Lebedyn. Isso resultou na morte de mais de 900 oficiais cossacos, acusados de traição. 

### Dissolução
Durante o reinado de Catarina II da Rússia, a autonomia do Hetmanato Cossaco foi progressivamente destruída. Após várias tentativas anteriores, o cargo de hetman foi finalmente abolido pelo governo russo em 1764, com a criação da Gubernia da Pequena Rússia.
Em 1781, o sistema administrativo regimental da Província da Pequena Rússia foi completamente abolido e vice-reinados foram formados. A província da Pequena Rússia foi então dividida em três vice-reinados (províncias): Kiev, Chernihiv e Novhorod-Siverskyi. Este passo significou a integração final e completa das terras e da sociedade ucraniana no Império Russo.  O povo ucraniano foi transformado em servo dos nobres russos, e uma política agressiva de russificação também foi iniciada.  

## Cultura
O Hetmanato coincidiu com um período de florescimento cultural na Ucrânia, particularmente durante o reinado do hetman Ivan Mazepa.

### Habitação
Na construção de moradias, por muito tempo, o tipo de "casa em duas metades", característico da habitação ucraniana, foi preservado, mas no caso da sociedade cossaca Starshyna, elas diferiam no número de cômodos e na decoração interior. Em muitos aspectos, o interior da casa do cossaco Starshyna ainda lembrava habitações populares. As tradições de pintar janelas, portas, carrinhos de bebê e carrinhos de bebê foram preservadas. As paredes internas das casas eram cobertas com papel de parede. Os quartos foram decorados com tapetes feitos por artesãos locais. Os fogões para aquecimento eram revestidos com azulejos. A vida era decorada com coisas coloridas e bonitas. Eles compraram espelhos, lustres, muitos pratos lindos – prata, pratos de porcelana, bules, cafeteiras, colheres, facas, garrafas de cerveja, bandejas de prata, xícaras, etc. 

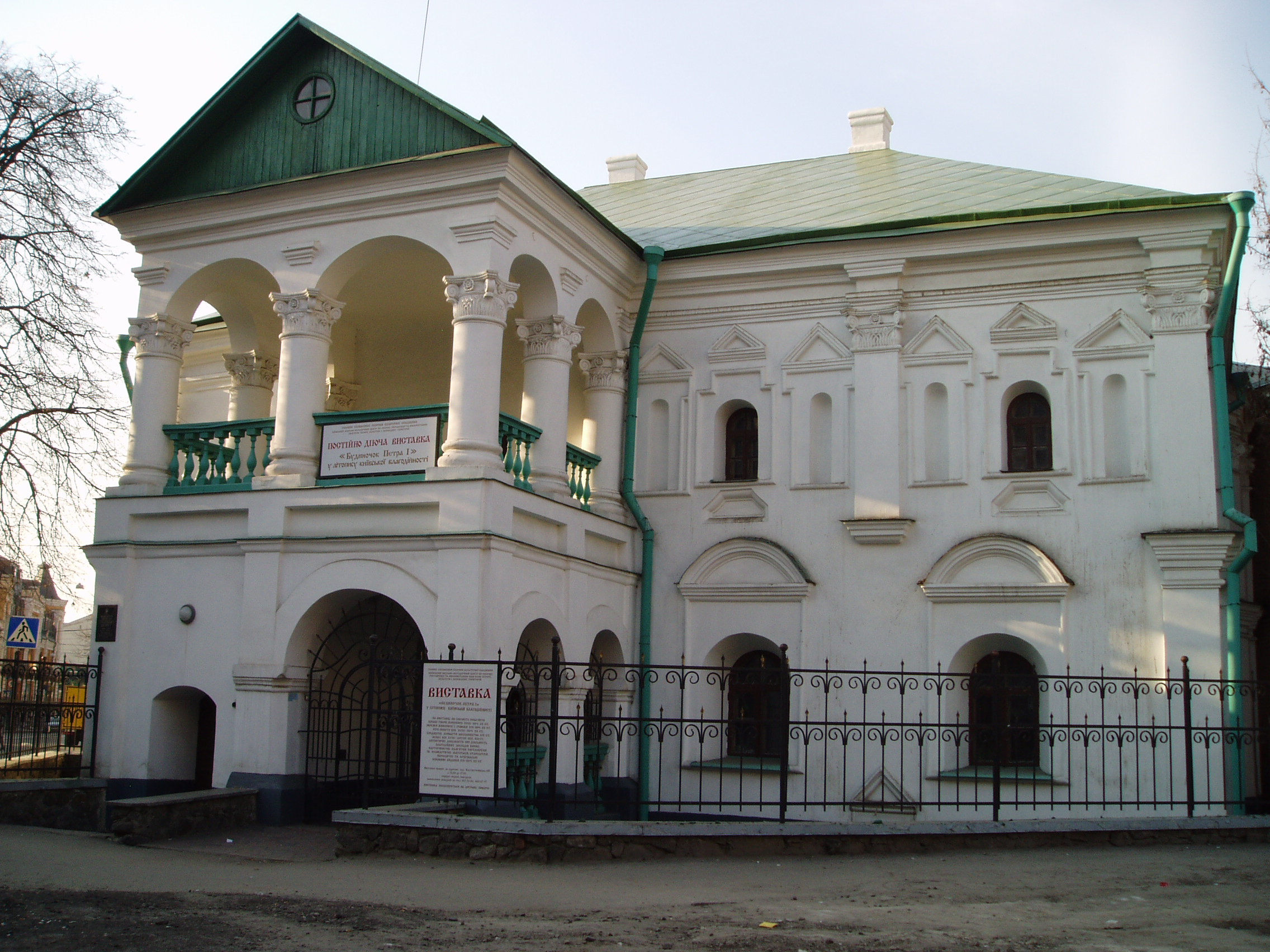
Cortiço Bykovsky
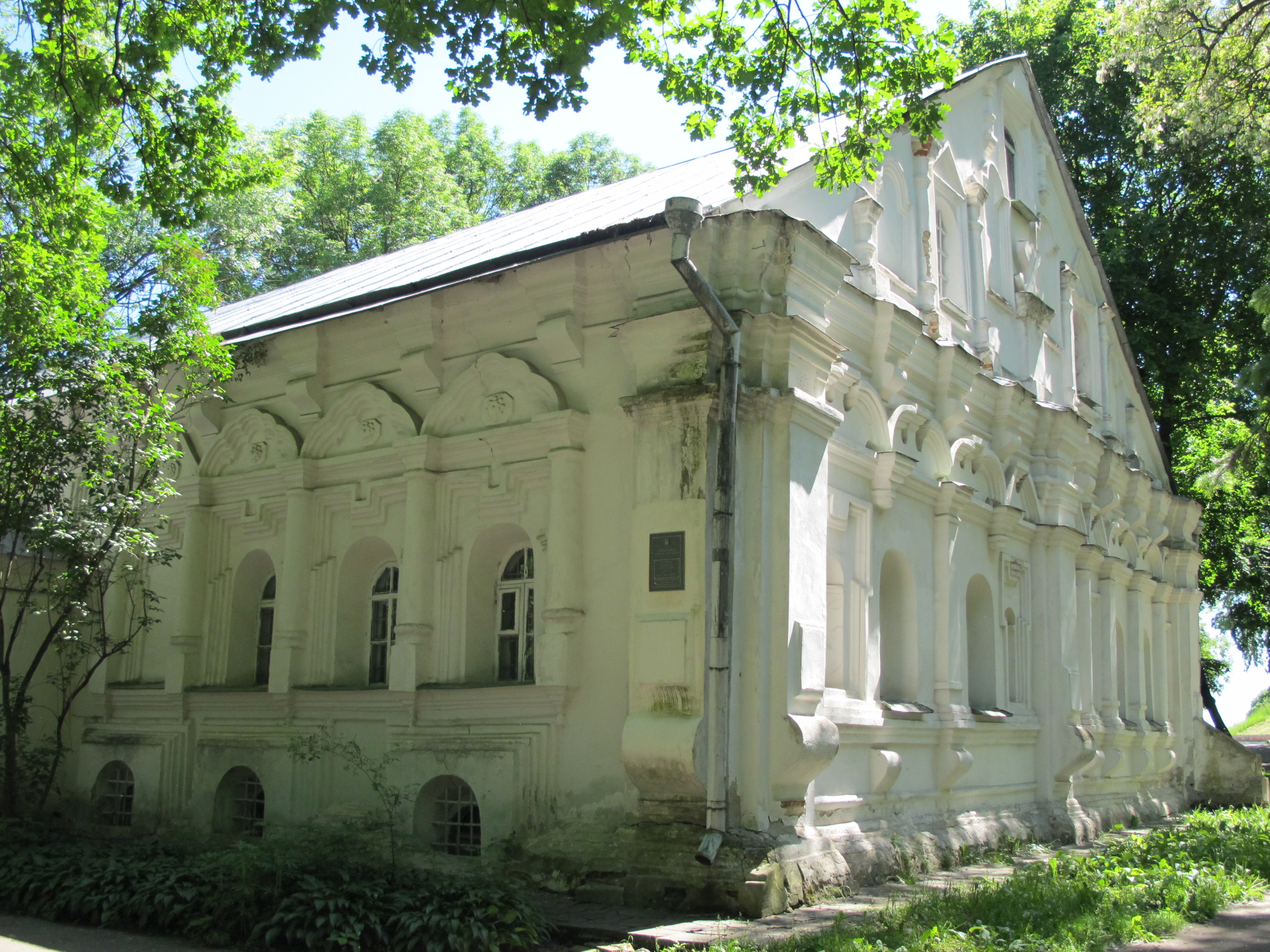
Cortiço Lyzohub
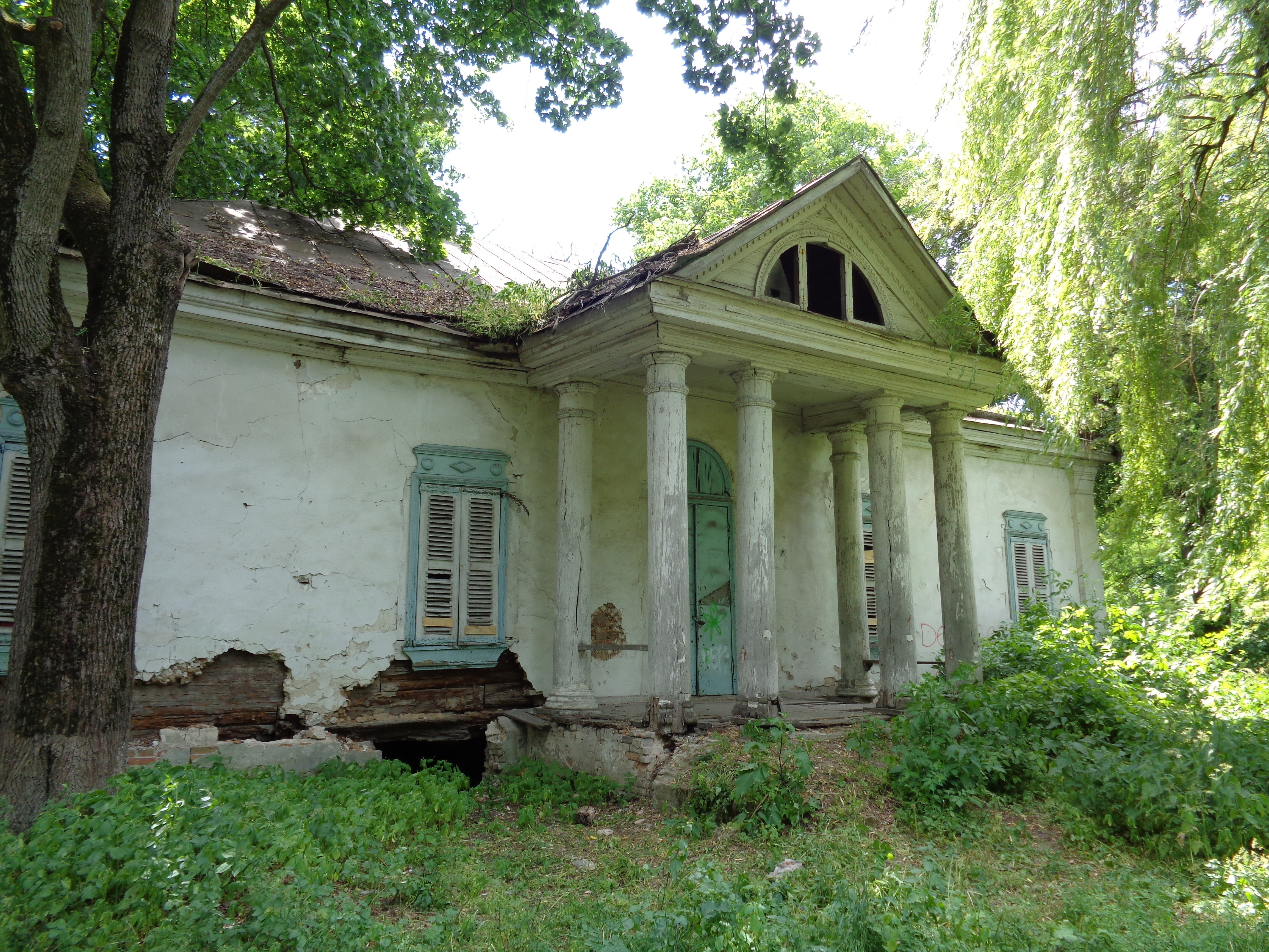
Propriedade Pokorschyna

### Vestimenta
As roupas não desempenham apenas uma função puramente utilitária, mas também são objeto de gostos e preferências estéticas que formam um estilo característico de diferentes épocas. Em geral, as roupas da sociedade Starshyna, tanto masculinas quanto femininas, não diferiam do estilo do Leste Europeu da época. Os zhupan (vestes) masculinos, kuntush e vários cintos eram usados tanto na Comunidade Polaco-Lituana como na Ucrânia, tal como as roupas femininas – saias, espartilhos (rendas) eram típicos de toda a Europa no século XVIII.  Os elementos do traje diferiam, presumivelmente, nos detalhes do corte e na decoratividade, enquanto os tecidos usados eram comuns a toda a Europa: veludo, cetim, brocado, tafetá, têxtil, seda, que foram importados da Silésia e da Saxônia para a Ucrânia. O comércio destes bens era realizado de forma muito activa, o que indica a procura dos mesmos. 
Curiosamente, as roupas tinham valor não apenas para as mulheres. Segundo fontes, incluindo diários e descrições de propriedades, os homens também davam importância ao seu guarda-roupa, embora não fosse tão variado. A vestimenta básica para homens, kuntush, zhupan ou kaftan, é tradicional há muito tempo. Zhupans ou kaftans são mencionados em documentos do século XVI. Cintos de seda e tecido eram muito caros. Na Ucrânia, assim como na Comunidade Polaco-Lituana, zhupans e kuntush continuaram sendo as principais roupas masculinas até o final do século XVIII. As roupas de um cossaco Starshyna indicavam pertencer a uma determinada sociedade, onde o estilo aceito prevalecia. Ao mesmo tempo, houve a formação de um estilo individual que distinguia uma pessoa dentro de um determinado grupo social. As roupas também tinham um valor familiar. Era uma tradição deixar as roupas do falecido na família, doando algumas delas após a morte. Entre as coisas que recebiam grande importância na sociedade Starshyna estavam as joias. Isso pode ser rastreado em registros de dotes, testamentos e descrições de propriedades. As joias, que são ornamentos feitos de ouro, prata e diversas pedras preciosas – rubis, esmeraldas, safiras, diamantes, pérolas, corais – eram chamadas de "joias". Elas eram usadas como investimentos de capital, por exemplo, para fornecer um dote para as filhas e, ao mesmo tempo, tinham um valor simbólico, certificando o status de seu mestre, e também eram heranças de família. 

### Culinária
A casa era importante não apenas porque era a principal fonte de sustento do senhor e sua família, mas também porque era o principal suporte para o serviço militar. A capacidade de combate do exército cossaco, a duração das operações militares e, muitas vezes, o resultado de toda a guerra dependiam do fornecimento de alimentos.  A comida diária era peixe. Era seco, salgado e fervido. A comida típica dos cossacos era varenyky (bolinhos), halushky e borshch. Os cossacos consumiam principalmente alimentos cozidos, ensopados e assados, desenvolvendo assim estereótipos e hábitos de gosto peculiares. A comida popular no Siche eram pratos semelhantes a mingaus feitos de vários grãos: solomakha (em ucraniano: соломаха), teteria (em ucraniano: тетеря), shcherba (em ucraniano: щерба), bratko (em ucraniano: братко). Kulish (em ucraniano: куліш) também era frequentemente preparado. Uma das peculiaridades da dieta cossaca era o consumo insignificante de pão assado, porque nem sempre havia farinha suficiente. Um dos primeiros pratos mais famosos é o cossaco teteria, que é bem parecido com o kulish. Refeições simples e fáceis de preparar eram nutritivas, mas, acima de tudo, duravam muito tempo. A influência oriental também é sentida na culinária derivada. Teteria e solomakha tornaram-se pratos que foram formados nos espaços das estepes em contato próximo com os nômades. 
A carne era um complemento essencial à dieta dos cossacos tanto no verão quanto no inverno. As reservas alimentares dos cossacos eram constantemente reabastecidas. Aqueles que viviam em alojamentos de inverno, especialmente, tentavam. Sua principal tarefa era fornecer aos cossacos vários alimentos – desde carne, farinha, banha, cereais até vegetais e frutas. Durante as campanhas militares, a dieta era completamente diferente, e o conjunto de produtos também mudava. Ao sair em campanha, um cossaco tinha que levar consigo um suprimento de comida, que deveria durar vários meses. É por isso que eles pegaram algo que não estragasse e pudesse ser usado por muito tempo na estrada. A base da ração nas campanhas era sukhari (biscoitos), cereais, farinha, salo (salo é um produto de alto teor calórico – mais era usado em reserva: pode ser armazenado por muito tempo e também usado em produtos enlatados). Os cossacos carregavam água em baús de madeira amarrados à sela. Redes de pesca também eram levadas nas caminhadas.  Entre os pratos doces da época dos cossacos, eram conhecidos os seguintes: kvas (em ucraniano: квас), kutia (em ucraniano: кутя) com mel, kutia com sementes de papoula e nozes, arroz com mel e canela, kutia com passas e nozes, sopa feita de maçãs secas, ameixas e cerejas (uzvar). As bebidas tônicas tradicionais locais eram cerveja fraca e kvas de frutas. 
Em geral, a alimentação era dividida em diária, festiva e de jejum. Havia diferenças na dieta dos cossacos ricos e dos pobres. Muitas vezes os pobres ficavam satisfeitos com borshch vazio (sem carne), peixe e chucrute. A comida era cozida no forno (no inverno, na casa, na cozinha, no verão, na cozinha de verão ou no forno de verão no quintal). Cada família precisava de utensílios simples: um forno holandês (em ucraniano: чавун), tigelas, panelas, rohachi (em ucraniano: рогачі), pokers. 

### Educação

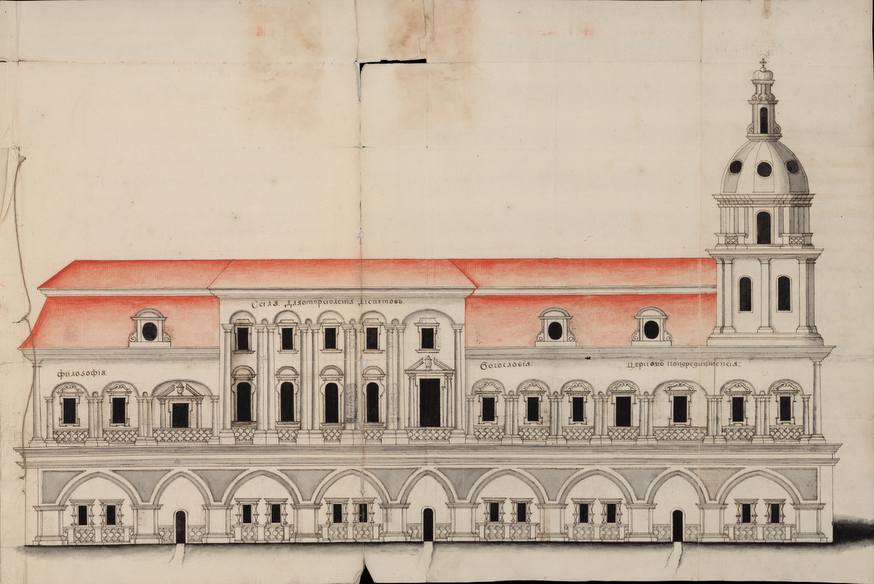
Academia Kyiv-Mohyla

Visitantes do exterior comentaram sobre o alto nível de alfabetização, mesmo entre os plebeus, no Hetmanato. Havia um número maior de escolas primárias por população no Hetmanato do que na vizinha Rússia ou na Polônia. Na década de 1740, de 1.099 assentamentos dentro de sete distritos regimentais, 866 tinham escolas primárias.  O visitante alemão do Hetmanato, escrevendo em 1720, comentou como o filho do Hetman Danylo Apostol, que nunca havia saído da Ucrânia, era fluente em latim, italiano, francês, alemão, polonês e russo.  Sob Mazepa, o colégio de Kiev foi transformado numa academia e atraiu alguns dos principais estudiosos do mundo ortodoxo.  Foi a maior instituição educacional em terras governadas pela Rússia.  Mazepa fundou outro colégio em Chernihiv. Essas escolas usavam principalmente as línguas polonesa e latina e forneciam uma educação ocidental clássica aos seus alunos.  Muitos dos que foram formados em Kiev – como Theophan Prokopovich – mudariam-se mais tarde para Moscovo, de modo que o patrocínio de Ivan Mazepa não só elevou o nível da cultura na Ucrânia, mas também na própria Moscovo.  Uma academia musical foi fundada em 1737 na então capital do Hetmanato, Hlukhiv . Entre seus graduados estavam Maksym Berezovsky (o primeiro compositor do Império Russo a ser reconhecido na Europa) e Dmitry Bortniansky.
Além das tradicionais gráficas em Kiev, novas gráficas foram estabelecidas em Novhorod-Siverskyi e Chernihiv . A maioria dos livros publicados eram de natureza religiosa, como o Peternik, um livro sobre a vida dos monges do mosteiro de Kiev-Pechersk. Livros sobre história local foram compilados. Num livro escrito por Inokentiy Gizel em 1674, a teoria de que Moscovo era a herdeira da antiga Kiev foi desenvolvida e elaborada pela primeira vez. 

### Lazer
Entre os interesses culturais e educacionais que caracterizam o tempo de lazer de um Cossack Starshyna, está a paixão pela música. O amor pela música, pelo canto e pela dança foi cultivado no ambiente cossaco de Starshyna. Coisas que traziam prazer estético, proporcionavam conforto à vida cotidiana, eram instrumentos musicais. Instrumentos de teclado como o clavicórdio eram muito difundidos. Também violino e trompas, husli (em ucraniano: гуслі) e bandura (em ucraniano: бандура).  Durante uma campanha, a sociedade Starshyna dançava e nos feriados religiosos eles cantavam. Os cossacos gostavam muito de cantar na igreja. 
Um fenômeno comum na vida cultural do Hetmanato eram as apresentações dos chamados diaks viajantes (em ucraniano: дяки), estudantes da Academia ou colégios de Kyiv-Mohyla, que ganhavam dinheiro para viver e estudar durante as férias realizando atos populares – interlúdios. Havia também um tipo de busca intelectual do tempo como um jogo de xadrez. Entre as atividades de lazer mais populares estava o jogo de cartas, especialmente no inverno. Em 1727, jogos de cartas como piquete, lenhador e fantas foram mencionados. Eles jogavam por dinheiro, às vezes um presente poderia ser, por exemplo, um cavalo. Muitas vezes, os Starshyna tinham grandes apiários e tratavam esse negócio não apenas como uma fonte de renda, mas também gostavam de descansar lá. Além disso, beber café se tornou um meio certo de descanso e relaxamento no ambiente da sociedade Starshyna. 
O tempo livre dos cossacos era preenchido com vários exercícios físicos: competições de natação, corrida, remo, luta livre, brigas, etc. Todos esses e outros exercícios tinham uma orientação militar e eram um bom meio de treinamento físico dos cossacos. Entre os cossacos zaporozhianos, vários sistemas de artes marciais se espalharam. O mais famoso formou a base do hopak cossaco (em ucraniano: гопак). 

### Religião

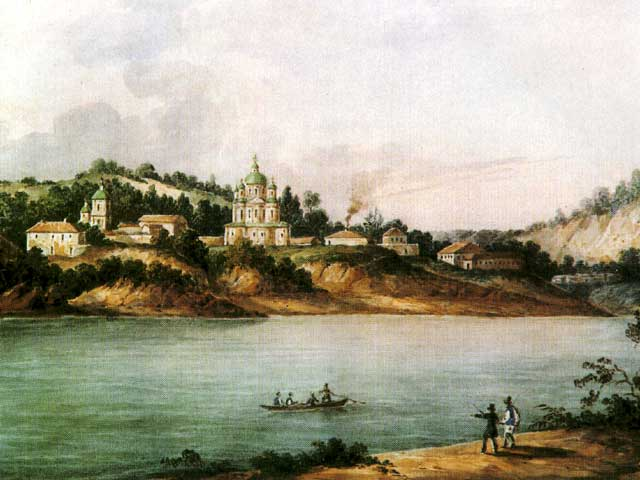
O Mosteiro Mezhyhirskyi, localizado na margem direita do Dniepre.

Em 1620, o Patriarca Ecumênico de Constantinopla restabeleceu a Metrópole de Kiev para as comunidades ortodoxas orientais que se recusaram a aderir à União de Brest. Em 1686, a Igreja Ortodoxa na Ucrânia deixou de estar sob a jurisdição do Patriarca de Constantinopla e passou a estar sob a autoridade do Patriarca de Moscou. No entanto, antes e depois desta data, os líderes locais da Igreja prosseguiram uma política de independência.  O Hetman Ivan Mazepa estabeleceu relações muito próximas com o Metropolita Varlaam Iasynsky (reinou de 1690 a 1707). Mazepa fez doações de terras, dinheiro e vilas inteiras para a Igreja. Ele também financiou a construção de inúmeras igrejas em Kiev, incluindo a Igreja da Epifania e a catedral do Mosteiro de São Miguel com Cúpula Dourada, e a restauração de igrejas mais antigas, como a Catedral de Santa Sofia em Kiev, que se deteriorou quase até a ruína em meados do século XVII, em um estilo conhecido como Barroco Ucraniano. 

## Sociedade
A estrutura social do Hetmanato consistia em cinco grupos: a nobreza, os cossacos, o clero, os habitantes da cidade e os camponeses.

### Nobres
Assim como ocorreu na Polônia, a nobreza continuou a ser a classe social dominante durante o Hetmanato, embora sua composição e fonte de legitimidade dentro da nova sociedade tivessem mudado radicalmente. Durante a Revolta de Khmelnitski, os nobres poloneses e os magnatas rutenos polonizados fugiram do território do Hetmanato. Como resultado, a propriedade nobre agora consistia em uma fusão entre a nobreza que havia permanecido no território do Hetmanato (antigas famílias nobres que não sucumbiram à polonização e nobres menores que haviam participado da revolta ao lado dos cossacos contra a Polônia) com membros da emergente classe de oficiais cossacos. Ao contrário dos nobres poloneses cujas terras foram redistribuídas, os nobres leais ao Hetmanato mantiveram seus privilégios, suas terras e os serviços dos camponeses. Juntos, os antigos nobres e os novos oficiais cossacos ficaram conhecidos como os Distintos Companheiros Militares (Znachni Viiskovi Tovaryshi). Assim, a natureza do status nobre foi fundamentalmente alterada. Já não dependia da hereditariedade antiga, mas sim da lealdade ao Hetmanato.  Com o tempo, porém, as terras e os privilégios dos oficiais cossacos também se tornaram hereditários, e a classe nobre e oficial cossaca adquiriu enormes propriedades comparáveis às dos magnatas polaco-rutenos que tinham substituído e imitado. 

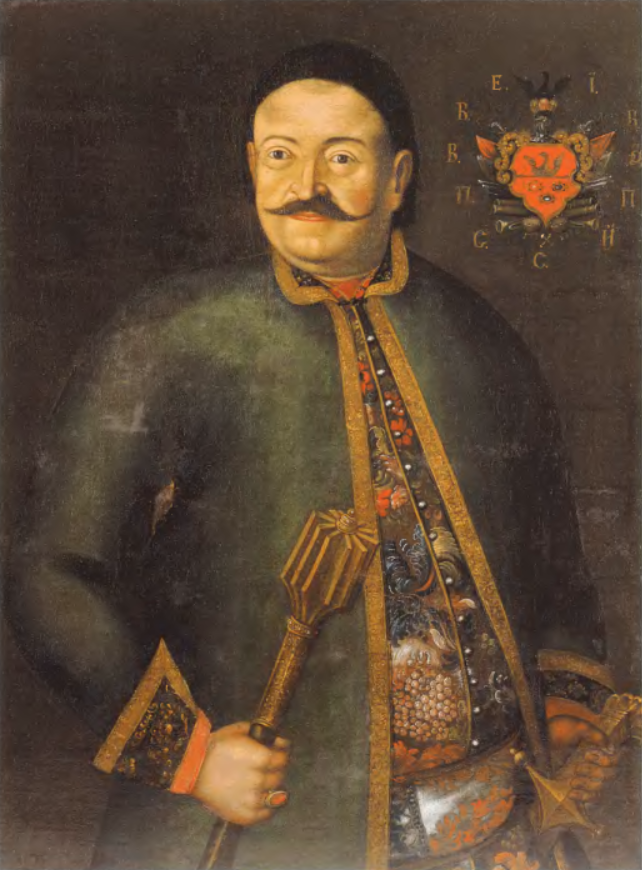
Semen Sulyma
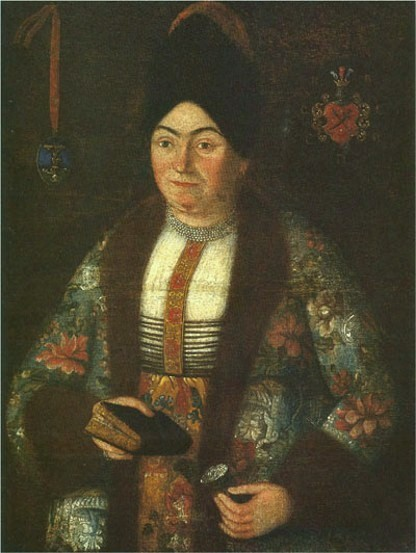
Paraskeva Sulyma
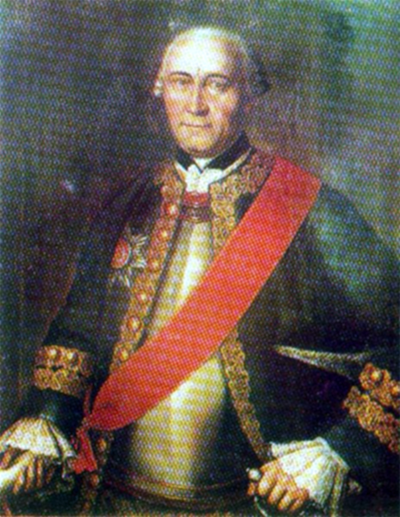
Vasyl Hudovych
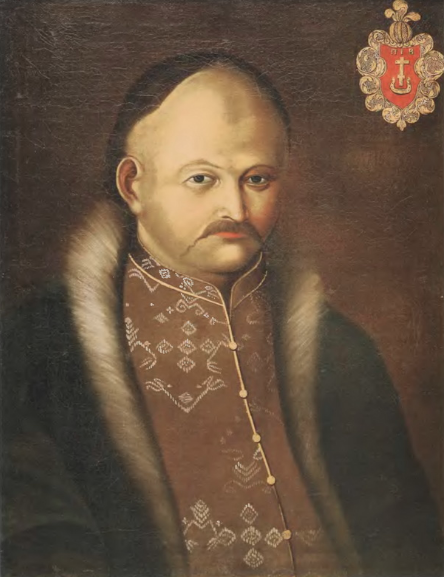
Petro Voitsekhovych

### Cossacos
A maioria dos cossacos não conseguiu entrar na nobreza e continuou seu papel como soldados livres. Os cossacos de escalão inferior muitas vezes se ressentiam de seus irmãos mais ricos e eram responsáveis por rebeliões frequentes, principalmente durante a Ruína, um período de instabilidade e guerra civil no século XVII. Esses ressentimentos foram frequentemente explorados pela Rússia. O Siche Zaporojiano serviu como refúgio para os cossacos que fugiam do Hetmanato, como era antes da revolta de Khmelnytsky.
Depois de 1735, os cossacos que não faziam parte do starshyna foram divididos em cossacos eleitos (em ucraniano: виборні козаки) e cossacos ajudantes (em ucraniano: підпомічники). Os privilégios dos cossacos foram preservados apenas para os cossacos eleitos, que estavam isentos de quaisquer deveres, mas eram obrigados a prestar serviço militar pessoalmente com seu próprio equipamento, armas e cavalos. 

Semelhante à starshyna cossaca, a identidade nobre da szlachta se espalhou entre os cossacos comuns. Tanto os termos cossacos quanto os termos szlachta eram usados como sinônimos. Por exemplo, um total de 35,2% dos recursos ao tribunal da cidade de Poltava entre 1777 e 1780 diziam respeito a insultos à honra nobre. Processos semelhantes vieram tanto de starshyna quanto de cossacos comuns, o que sugere a existência na sociedade cossaca daquele período de ideias que eram muito semelhantes às ideias da nobreza da Comunidade Polaco-Lituana do século XVII. 

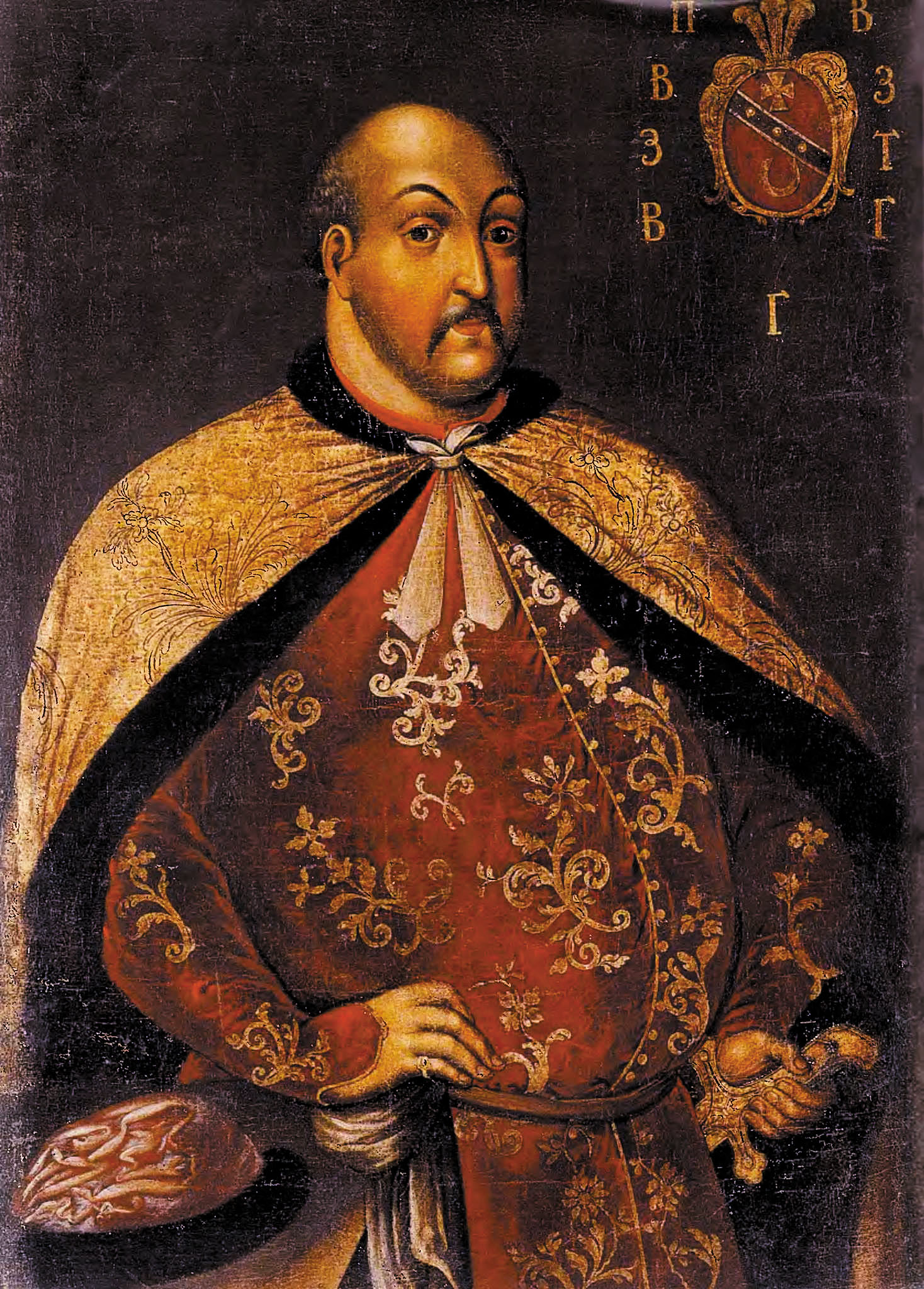
Coronel cossaco
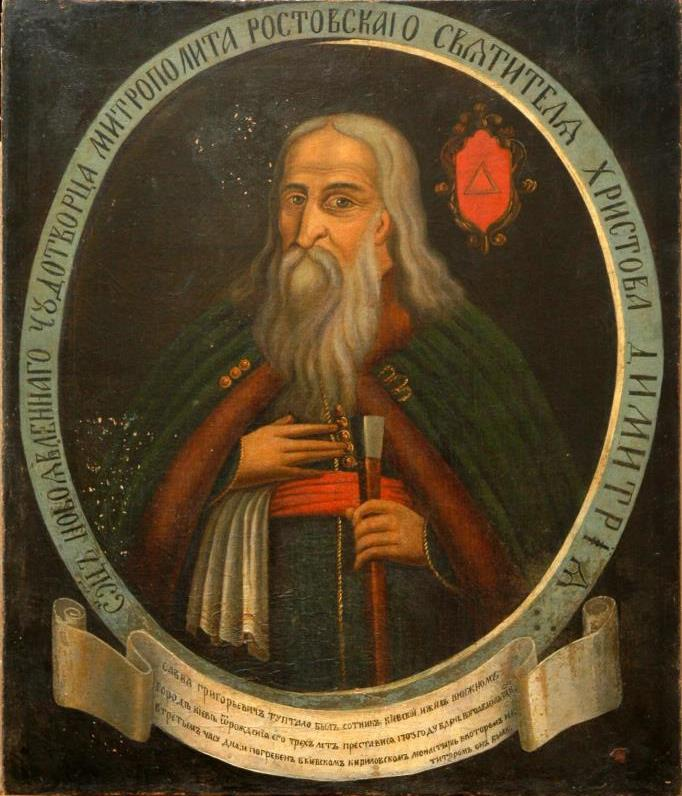
Capitão cossaco
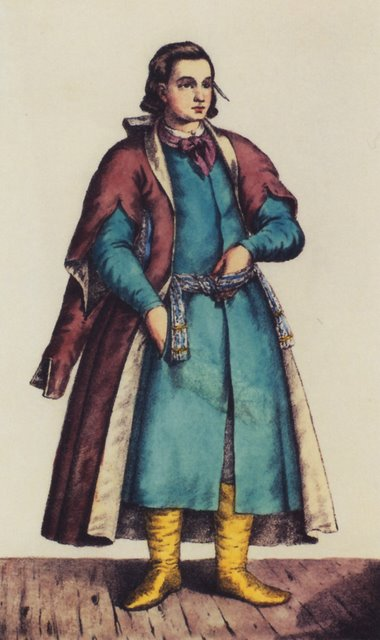
Secretária cossaca
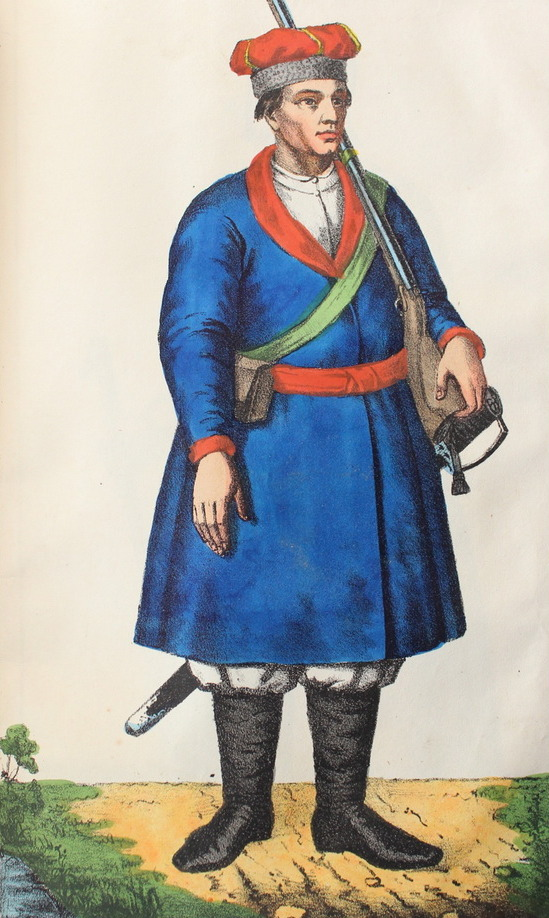
Cossaco recruta

### Clero
Durante o Hetmanato, a Igreja Católica Romana e o clero uniata foram expulsos da Ucrânia. O clero ortodoxo "negro", ou monástico, gozava de um status muito alto no Hetmanato, controlando 17% das terras do Hetmanato. Os mosteiros eram isentos de impostos e em nenhum momento os camponeses vinculados aos mosteiros eram autorizados a renunciar aos seus deveres. A hierarquia ortodoxa tornou-se tão rica e poderosa quanto os nobres mais poderosos.  O clero ortodoxo "branco", ou casado, também estava isento de pagar impostos. Os filhos dos padres frequentemente ingressavam no clero ou no serviço público cossaco. Não era incomum que nobres ou cossacos se tornassem padres e vice-versa. 

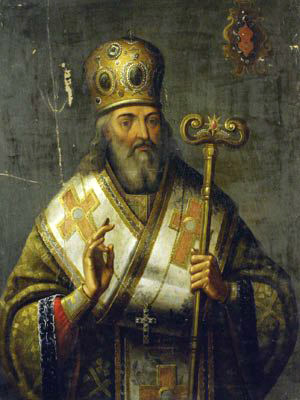
Dionysius Balaban
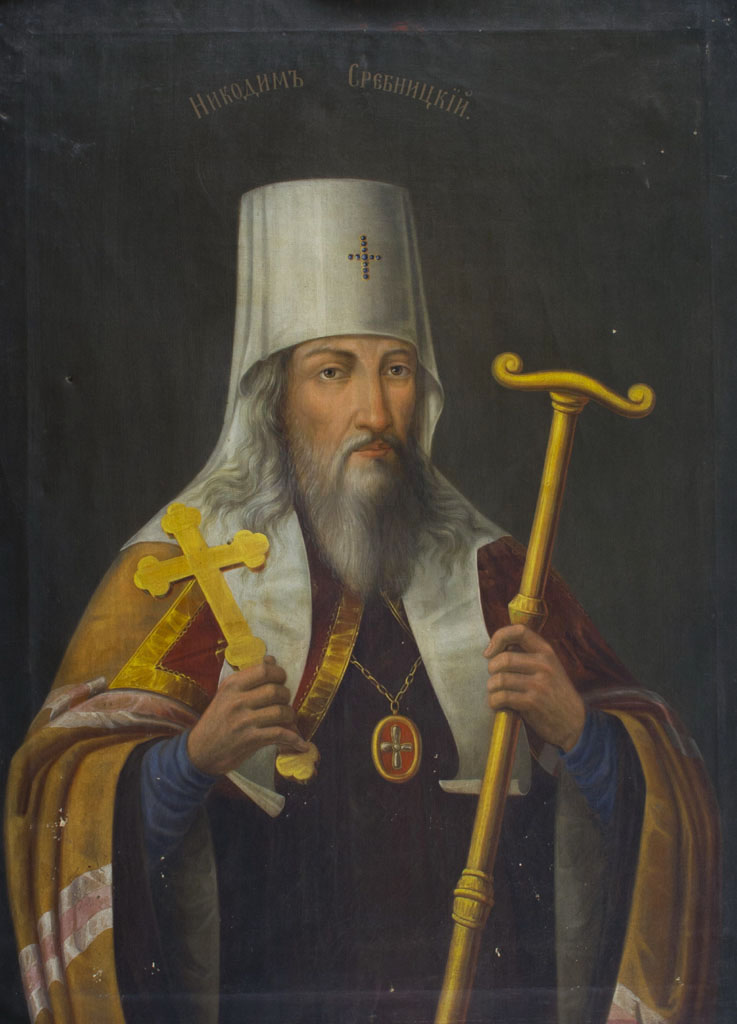
Nykodym Skrebnytsky
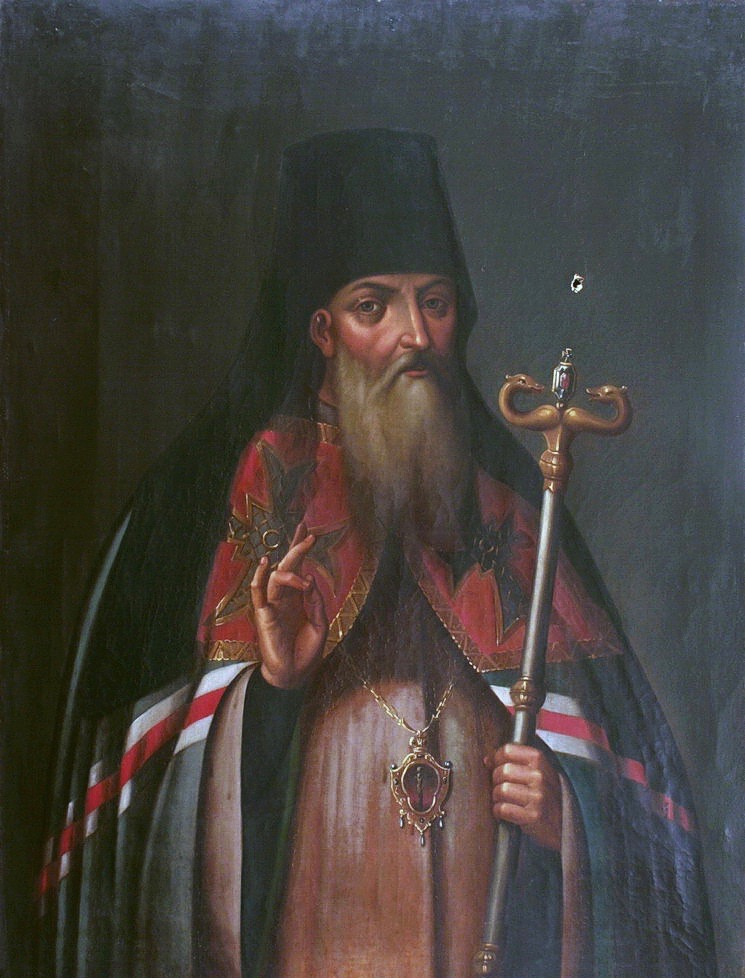
Arsenii Berlo
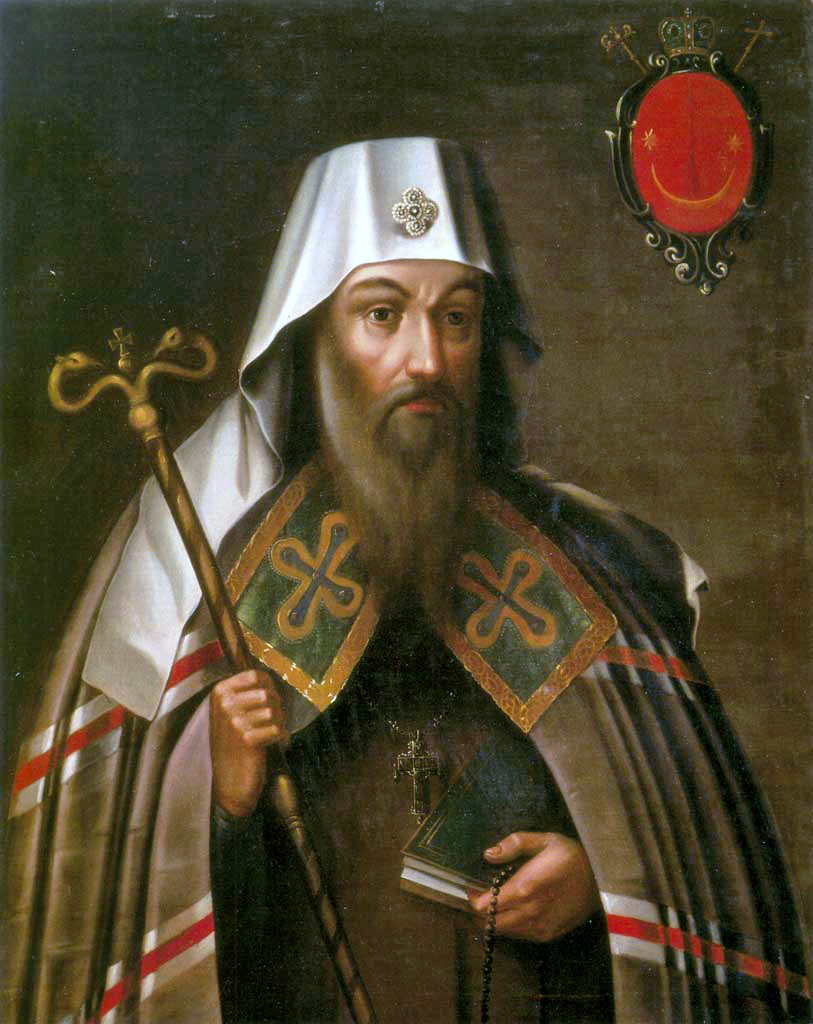
Varlaam Yasynsky

### Habitantes da cidade
Doze cidades dentro do Hetmanato desfrutavam dos direitos de Magdeburgo, nos quais eram autogovernadas e controlavam seus próprios tribunais, finanças e impostos. Cidadãos ricos podiam ocupar cargos dentro do Hetmanato ou até mesmo comprar títulos de nobreza. Como as cidades eram geralmente pequenas (as maiores cidades de Kiev e Nizhyn não tinham mais de 15.000 habitantes), este grupo social não era muito significativo em relação a outros grupos sociais. 

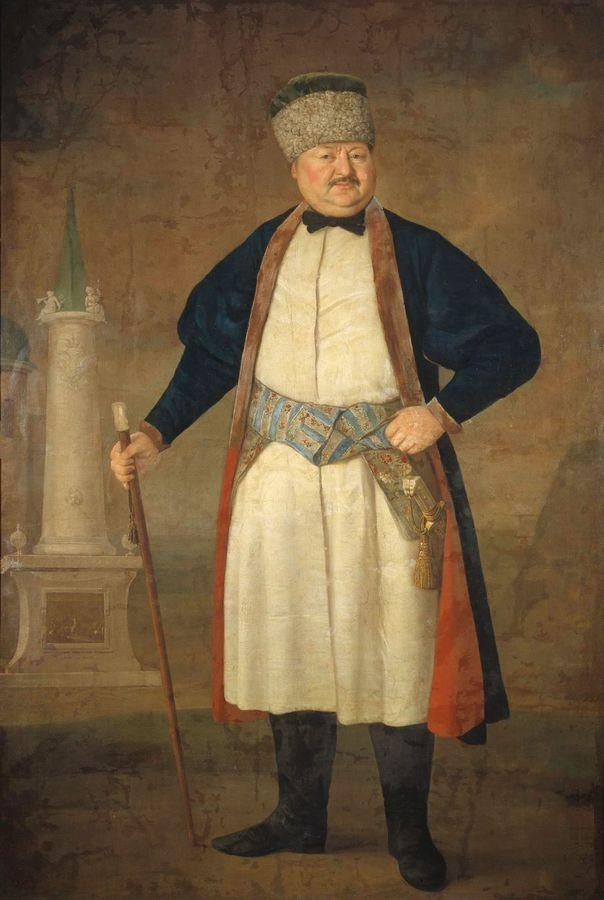
Burgomestre de Poltava
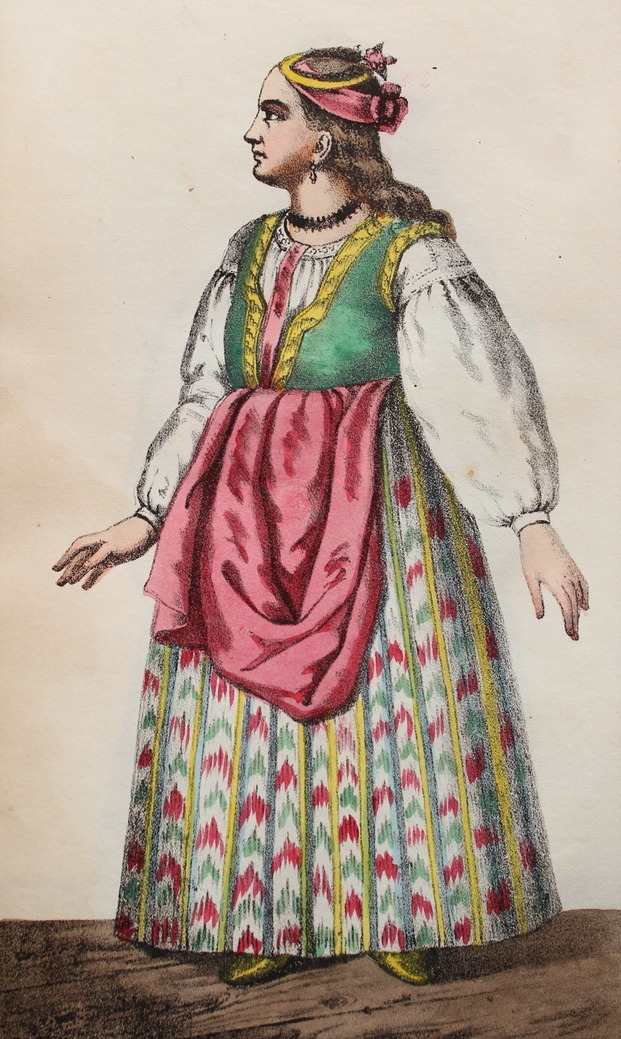
Garota da cidade
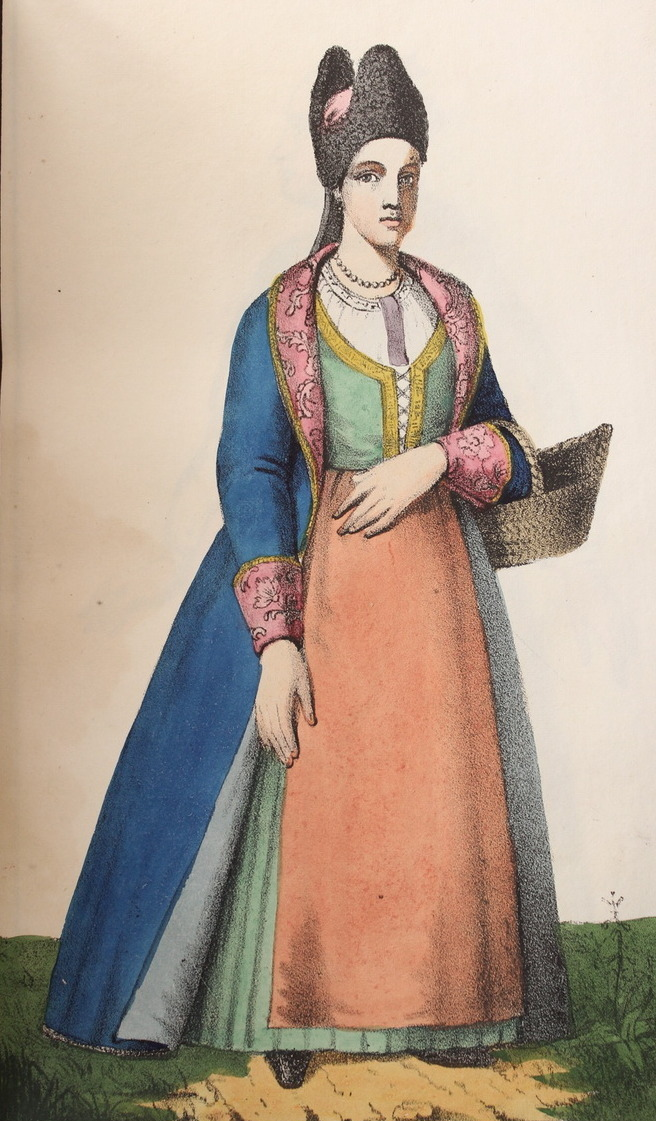
Mulher da cidade
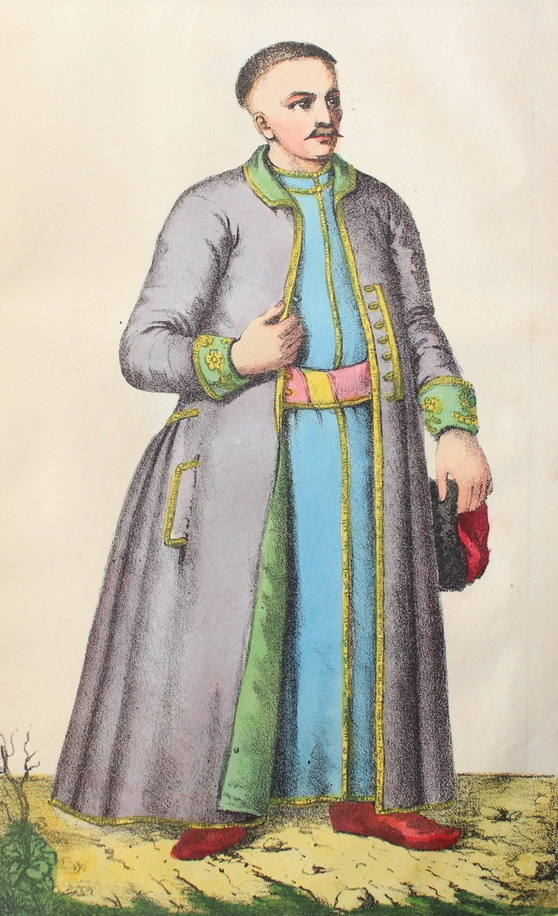
Cidadão

### Camponeses
Os camponeses constituíam a maioria da população do Hetmanato. Embora a instituição do trabalho forçado pelos camponeses tenha sido reduzida significativamente pela Revolta de Khmelnitski, na qual os proprietários e magnatas poloneses e rutenos  foram expulsos do território controlado pelo Hetman, os nobres leais ao Hetman, bem como à Igreja Ortodoxa, esperavam que os camponeses sob seu controle continuassem a fornecer seus serviços. Assim, como resultado da revolta, aproximadamente 50% do território consistia em terras dadas a oficiais cossacos ou aldeias livres e autônomas controladas pelos camponeses, 33% das terras eram de propriedade de oficiais e nobres cossacos, e 17% das terras eram de propriedade da Igreja. Com o tempo, a quantidade de território pertencente aos nobres e oficiais cresceu gradualmente às custas das terras pertencentes aos camponeses e aos cossacos comuns, e os camponeses foram forçados a trabalhar cada vez mais dias para seus senhores. No entanto, as suas obrigações permaneceram mais leves do que tinham sido antes da revolta; e até ao fim do Hetmanato, os camponeses nunca foram totalmente servos e mantiveram o direito de se deslocarem. 

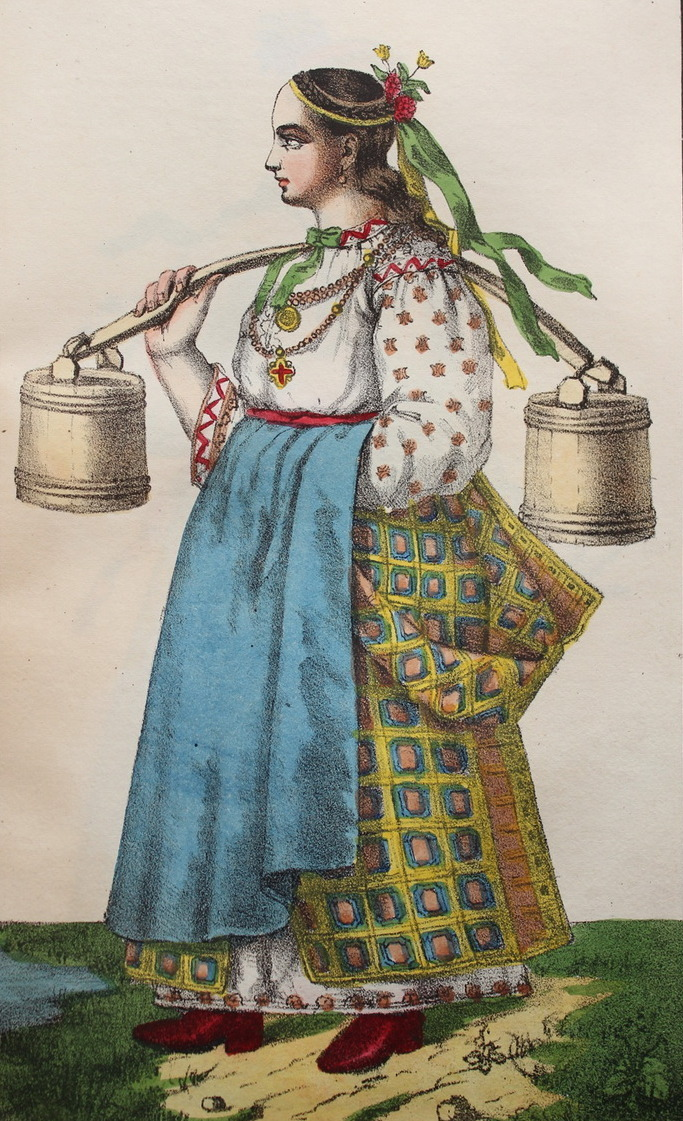
Menina camponesa
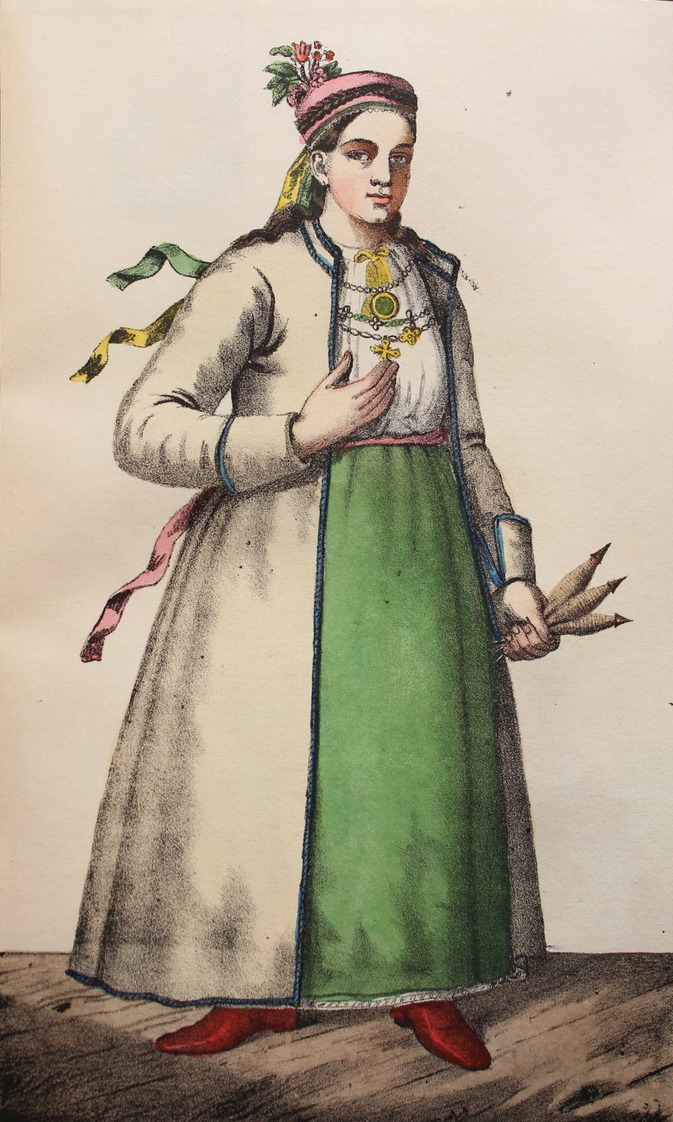
Menina camponesa
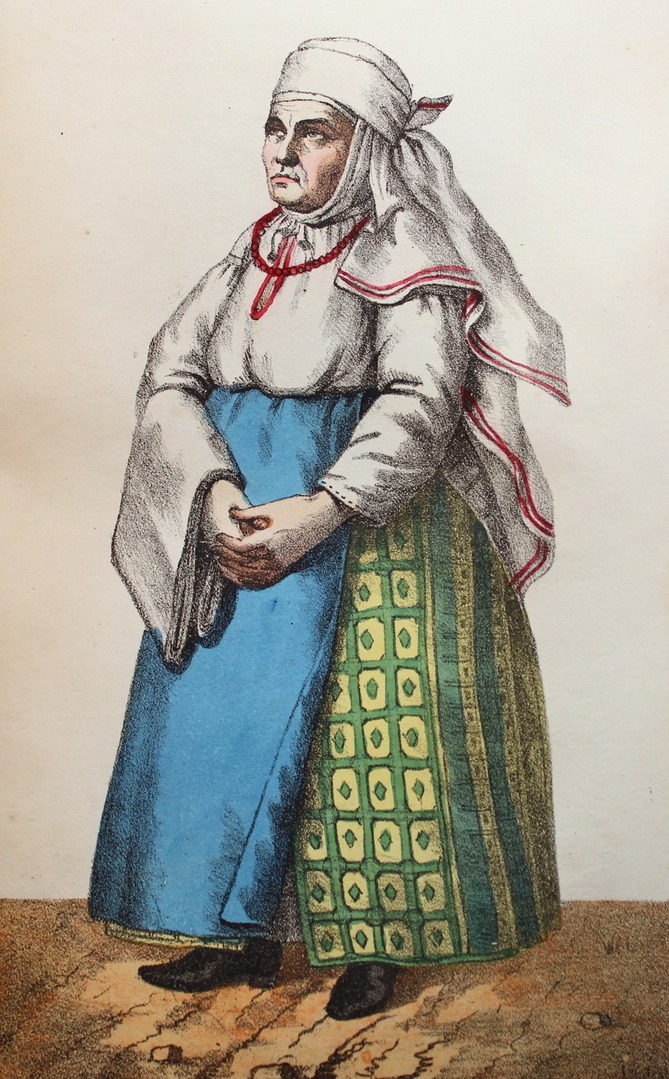
Mulher camponesa
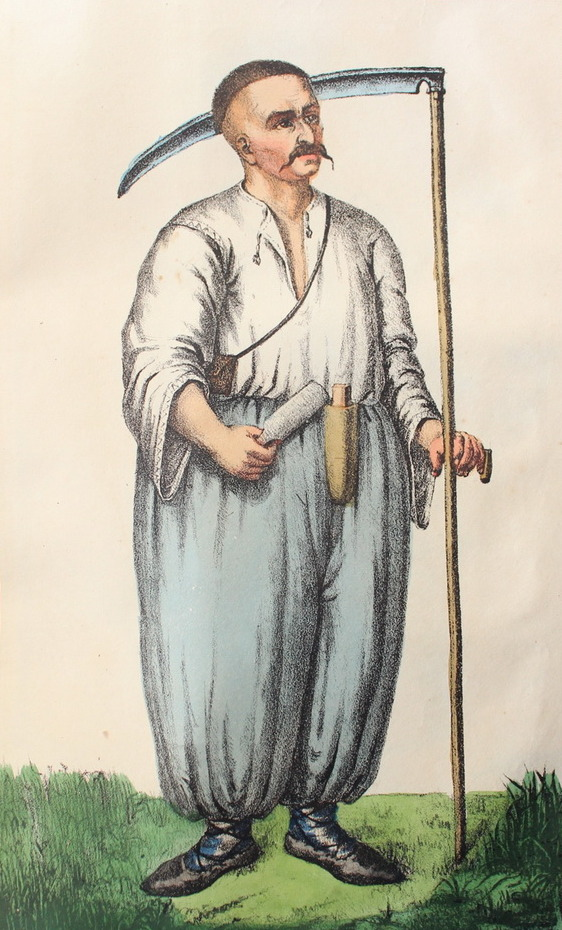
Camponês

## Divisões administrativas
| Primeiro | Regimento | em ucraniano: полк / polk, no plural: полки / polky      |
| Segundo  | Sotnia    | em ucraniano: сотня / sotnia, no plural: сотні / sotni   |
| Terceiro | Kurin     | em ucraniano: курінь / kurin, no plural: курені / kureni |

O Hetmanato Cossaco foi dividido em distritos militares-administrativos conhecidos como regimentos (distritos regimentais; em ucraniano: полк) cujo número flutuava com o tamanho do território do Hetmanato.  Em 1649, quando o Hetmanato controlava as margens direita e esquerda, incluía 16 distritos desse tipo. Após a perda da Ucrânia da margem direita, esse número foi reduzido para dez. Os distritos regimentais foram divididos em sotnias (em ucraniano: сотня), que eram administrados por sotnyks (em ucraniano: сотник ). A divisão mais baixa era o kurin (em ucraniano: курінь).  As sotnias eram nomeadas em homenagem à cidade central, onde o sotnyk residia com seu conselho. 

### Regimentos
| Regimento                 | em ucraniano              | Brasão | Formação  | Notas                                                     |
| ------------------------- | ------------------------- | ------ | --------- | --------------------------------------------------------- |
| Regimento de Chyhyryn     | Чигиринський              |        | 1625-1678 | Outra formação: 1704-1712                                 |
| Regimento de Cherkasy     | Черкаський                |        | 1625-1686 | Fundiu-se com Pereiaslav                                  |
| Regimento de Korsun       | Корсунський               |        | 1625-1712 |                                                           |
| Regimento de Bila Tserkva | Білоцерківський           |        | 1625-1712 |                                                           |
| Regimento de Kaniv        | Канівський                |        | 1625-1712 |                                                           |
| Regimento de Pereiaslav   | Переяславський            |        | 1625-1782 |                                                           |
| Regimento de Kyiv         | Київський                 |        | 1625-1782 |                                                           |
| Regimento de Myrhorod     | Миргородський             |        | 1625-1782 |                                                           |
| Regimento de Ovruch       | Овруцький                 |        | 1648-???? |                                                           |
| Regimento de Irkliiv      | Іркліївський              |        | 1648-1648 | Outra formação: 1658-1659; fundiu-se com Kropyvna         |
| Regimento de Sosnytsia    | Сосницький                |        | 1648-1648 | Outra formação: 1663-1668; fundiu-se com Chernihiv        |
| Regimento de Chornobyl    | Чорнобильський            |        | 1648-1649 | Outra formação: 1651-1651                                 |
| Regimento de Borzna       | Борзнянський              |        | 1648-1649 | Outra formação: 1654-1655; fundiu-se com Chernihiv        |
| Regimento de Zhyvotiv     | Животівський              |        | 1648-1649 | Fundiu-se com Vinnytsia                                   |
| Regimento de Ichnia       | Ічнянський                |        | 1648-1649 | Fundiu-se com Pryluky                                     |
| Regimento de Hadiach      | Гадяцький                 |        | 1648-1649 | Fundiu-se com Poltava                                     |
| Regimento de Zviahel      | Звягельський Волинський   |        | 1648-1649 | Também conhecida como Volínia                             |
| Regimento de Ostropil     | Остропільський Волинський |        | 1648-1649 | Também conhecido como Volhynia; outra formação: 1657-1658 |
| Regimento de Podillia     | Подільський Могилівський  |        | 1648-1649 | Também conhecido como Mohyliv; outra formação: 1657-1676  |
| Regimento de Liubartiv    | Любартівський             |        | 1648-1649 |                                                           |
| Regimento de Lysianka     | Лисянський                |        | 1648-1657 | Dividido entre outros                                     |
| Regimento de Bratslav     | Брацлавський              |        | 1648-1667 | Outra formação: 1685-1712; fundiu-se com Vinnytsia        |
| Regimento de Vinnytsia    | Вінницький Кальницький    |        | 1648-1667 | Também conhecido como Kalnyk; fundiu-se com Chechelnyk    |
| Regimento de Uman         | Уманський                 |        | 1648-1675 |                                                           |
| Regimento de Pavoloch     | Паволоцький               |        | 1648-1675 |                                                           |
| Regimento de Poltava      | Полтавський               |        | 1648-1675 |                                                           |
| Regimento de Lubny        | Лубенський                |        | 1648-1781 |                                                           |
| Regimento de Nizhyn       | Ніжинський                |        | 1648-1782 |                                                           |
| Regimento de Pryluky      | Прилуцький                |        | 1648-1782 |                                                           |
| Regimento de Chernihiv    | Чернігівський             |        | 1648-1782 |                                                           |
| Regimento de Kropyvna     | Кропивнянський            |        | 1649-1658 | Dividido entre Lubny e Pereiaslav                         |
| Regimento de Chechelnyk   | Чечельницький             |        | 1650-1673 |                                                           |
| Regimento de Novhorod     | Новгородський             |        | 1653-1654 | Outra formação: 1668; fundiu-se com Starodub              |
| Regimento de Belarus      | Білоруський Чауський      |        | 1654-1659 | Também conhecido como Chausy                              |
| Regimento de Pinsk-Turiv  | Пінсько-Турівський        |        | 1654-1659 |                                                           |
| Regimento de Starodub     | Стародубський             |        | 1654-1782 |                                                           |
| Regimento de Kremenchuk   | Кременчуцький             |        | 1661-1666 |                                                           |
| Regimento de Hlukhiv      | Глухівський               |        | 1663-1665 | Fundiu-se com Nizhyn                                      |
| Regimento de Zinkiv       | Зіньківський              |        | 1671-1782 | Nome alterado para Hadiach                                |
| Regimento de Fastiv       | Фастівський               |        | 1684-1712 | Fundiu-se com Bila Tserkva                                |
| Regimento de Bohuslav     | Богуславський             |        | 1685-1712 |                                                           |

Os primeiros distritos regimentais foram confirmados pelo Tratado de Kurukove em 1625, entre os quais estavam o Regimento de Bila Tserkva, o Regimento de Kaniv, o Regimento de Korsun, o Regimento de Kiev, o Regimento de Pereiaslav e o Regimento de Cherkasy. Todos eles estavam situados na Voivodia de Kiev. De acordo com o Tratado de Zboriv, havia 23 regimentos. Em 1667, a assinatura da Trégua de Andrusovo entre o Czarado da Rússia e a Comunidade Polaco-Lituana garantiu 10 regimentos da Margem Esquerda da Ucrânia para a Rússia, incluindo Kiev, enquanto os outros seis permaneceram na Margem Direita da Ucrânia como parte da Comunidade Polaco-Lituana. 
A capital era a cidade de Chyhyryn. Após o Tratado de Andrusovo, em 1669 a capital foi transferida para Baturyn, quando Chyhyryn se tornou parte da Comunidade Polaco-Lituana (localizada na margem direita da Ucrânia). Após a tragédia de Baturyn de 1708, conduzida pelo exército russo de Aleksandr Menshikov, a área foi incorporada à Gubernia de Kiev e a cidade de Hlukhiv serviu nominalmente como residência do Hetman. 
Dentro do Hetmanato, o polonês era frequentemente usado como língua de administração e até de comando. 
Em 1764-1765, tanto o Hetmanato Cossaco quanto Sloboda Ucrânia foram liquidados e transformados na Província da Pequena Rússia e na Província de Sloboda Ucrânia. No território do Siche Zaporojiano foi criada a Gubernia da Nova Rússia. O governador-geral de todos os territórios ucranianos tornou-se Pyotr Rumyantsev-Zadunaisky. 

## Governo

### Liderança

Mapa da parte das terras ucranianas no império russo, 1740-1750, sobreposto ao território da moderna Ucrânia em amarelo. Cinza: o Hetmanato. Amarelo: Zaporizhzhia. Verde: Sloboda Ucrânia.

O poder supremo do estado pertencia ao Conselho Geral Cossaco (Militar), enquanto o cargo de chefe de estado era presidido pelo Hetman. Havia também um importante órgão consultivo, o Conselho de Oficiais (Starshyna). O hetman era inicialmente escolhido pelo Conselho Geral, composto por todos os cossacos, habitantes da cidade, clérigos e até camponeses. No entanto, no final do século XVII, seu papel se tornou mais cerimonial, pois o hetman passou a ser escolhido pelo Conselho de Oficiais e o próprio Hetmanato estava se transformando em um estado autoritário. Após a Batalha de Poltava, em 1709, a nomeação do hetman seria confirmada pelo czar. O hetman presidiu até morrer ou ser forçado a sair pelo Conselho Geral dos Cossacos. O cargo de hetman tinha poder total sobre a administração, o judiciário, as finanças e o exército. Seu gabinete funcionou simultaneamente como estado-maior e como gabinete de ministros. O Hetman também tinha o direito de conduzir a política externa, embora esse direito fosse cada vez mais limitado pela Rússia no século XVIII. 
Cada um dos distritos regimentais que compunham o Hetmanato era administrado por um coronel que tinha funções duplas como autoridade militar e civil suprema em seu território. Inicialmente eleitos pelos cossacos daquele distrito regimental, no século XVIII os coronéis foram nomeados pelo Hetman. Depois de 1709, os coronéis eram frequentemente escolhidos por Moscou. O estado-maior de cada coronel era constituído por um intendente (segundo em comando), um juiz, um chanceler, um ajudante de campo e um porta-estandarte. 
Ao longo do século XVIII, a autonomia local foi gradualmente erodida dentro do Hetmanato. Após a tragédia de Baturyn, a autonomia foi abolida, incorporando-a à Gubernia de Kiev. Após a Batalha de Poltava, os hetmans eleitos pelo Conselho de Oficiais seriam confirmados pelo czar. Eles serviram mais como administradores militares e tiveram pouca influência sobre as políticas internas. O czar também frequentemente nomeava os coronéis de cada distrito regimental.

#### Hetmans
| N°. | Hetman – Sua Alteza Sereníssima (Гетьман – Його Ясновельможність) | Hetman – Sua Alteza Sereníssima (Гетьман – Його Ясновельможність) | Hetman – Sua Alteza Sereníssima (Гетьман – Його Ясновельможність) | Eleito (Evento)       | Posse                                                       | Fim do Mandato         |
| --- | ----------------------------------------------------------------- | ----------------------------------------------------------------- | ----------------------------------------------------------------- | --------------------- | ----------------------------------------------------------- | ---------------------- |
| 1   |                                                                   |                                                                   | Bohdan Khmelnytskyi (1596–1657) Зиновій-Богдан Хмельницький       | 1648 (Sich)           | 26 de janeiro de 1648                                       | 6 de agosto de 1657    |
| 2   |                                                                   |                                                                   | Yurii Khmelnytskyi (1641–1685) Юрій Хмельницький                  | Morte de seu pai      | 6 de agosto de 1657                                         | 27 de agosto de 1657   |
| 3   |                                                                   |                                                                   | Ivan Vyhovsky (?–1664) Іван Виговський                            | 1657 (Korsun)         | 27 de agosto de 1657 (confirmado: 21 de outubro de 1657)    | 11 de setembro de 1659 |
| 4   |                                                                   |                                                                   | Yurii Khmelnytskyi (1641–1685) Юрій Хмельницький                  | 1659 (Hermanivka)     | 11 de setembro de 1659 (confirmado: 11 de setembro de 1659) | Outubro de 1662        |
| –   |                                                                   |                                                                   | Pavlo Teteria (1620?–1670) Павло "Тетеря" Моржковський            | 1662 (Chyhyryn)       | Outubro 1662                                                | Julho de 1665          |
| 5   |                                                                   |                                                                   | Ivan Briukhovetsky (1623–1668) Іван Брюховецький                  | 1663 (Nizhyn)         | 27 de junho de 1663 (confirmado: 27 de junho de 1663)       | 17 de junho de 1668    |
| 6   |                                                                   |                                                                   | Petro Doroshenko (1627–1698) Петро Дорошенко                      | 1666 (Chyhyryn)       | 10 de outubro de 1665 (confirmado: Janeiro de 1666)         | 19 de setembro de 1676 |
| –   |                                                                   |                                                                   | Demian Mnohohrishny (1631–1703) Дем'ян Многогрішний               | 1669 (Hlukhiv)        | 17 de dezembro de 1668 (confirmado: 3 de março de 1669)     | Abril de 1672          |
| 7   |                                                                   |                                                                   | Ivan Samoilovych (1630s–1690) Іван Самойлович                     | 1672 (Bosque Cossaco) | 17 de junho de 1672                                         | Agosto de 1687         |
| 8   |                                                                   |                                                                   | Ivan Mazepa (1639-1709) Іван Мазепа                               | 1687 (Kolomak)        | 4 de agosto de 1687                                         | 6 de novembro de 1708  |
| 9   |                                                                   |                                                                   | Ivan Skoropadsky (1646–1722) Іван Скоропадський                   | 1708 (Hlukhiv)        | 6 de novembro de 1708                                       | 14 July 1722           |
| –   |                                                                   |                                                                   | Pavlo Polubotok (1660–1724) Павло Полуботок                       | Nomeado               | 1722                                                        | 1724                   |
| 10  |                                                                   |                                                                   | Danylo Apostol (1654–1734) Данило Апостол                         | 1727 (Hlukhiv)        | 12 de outubro de 1727                                       | 29 de março de 1734    |
| –   |                                                                   |                                                                   | Yakiv Lyzohub (1675–1749) Яків Лизогуб                            | Nomeado               | 1733                                                        | 1749                   |
| 11  |                                                                   |                                                                   | Kyrylo Rozumovsky (1728–1803) Кирило Розумовський                 | 1750 (Hlukhiv)        | 22 de fevereiro de 1750                                     | 1764                   |

##### Notas

Bandeira de Bohdan Khmelnytsky. Bohdan (Б) Khmelnytsky (Х), Hetman (Г) da Hoste (В) de Zaporójia (З) e de Sua (Е) Majestade Real (К) (МЛС) de Rzecz Pospolita.

### Hetmans nomeados pela Polônia
O hetman nomeado Mykhailo Khanenko foi eleito hetman da Ucrânia por um conselho de cossacos de Sukhovii em Uman para depor Doroshenko. Em 1675, João III Sobieski concedeu o título a Ostap Hohol (falecido em 1679). A mesma coisa aconteceu em 1683, quando João III Sobieski concedeu o título a Stefan Kunytsky e em 1684 a Andrii Mohyla. Esses prêmios foram concedidos durante a Grande Guerra Turca. 
- Pavlo Teteria
- Mykhailo Khanenko, nomeação confirmada pelo Rei da Polônia Miguel I
- Ostap Hohol, nomeação confirmada pelo Rei da Polônia João III Sobieski
- Stefan Kunytsky, nomeação confirmada pelo Rei da Polônia João III Sobieski
- Andrii Mohyla, nomeação confirmada pelo Rei da Polônia João III Sobieski
- Samiilo Samus, título entregue a Ivan Mazepa[64]

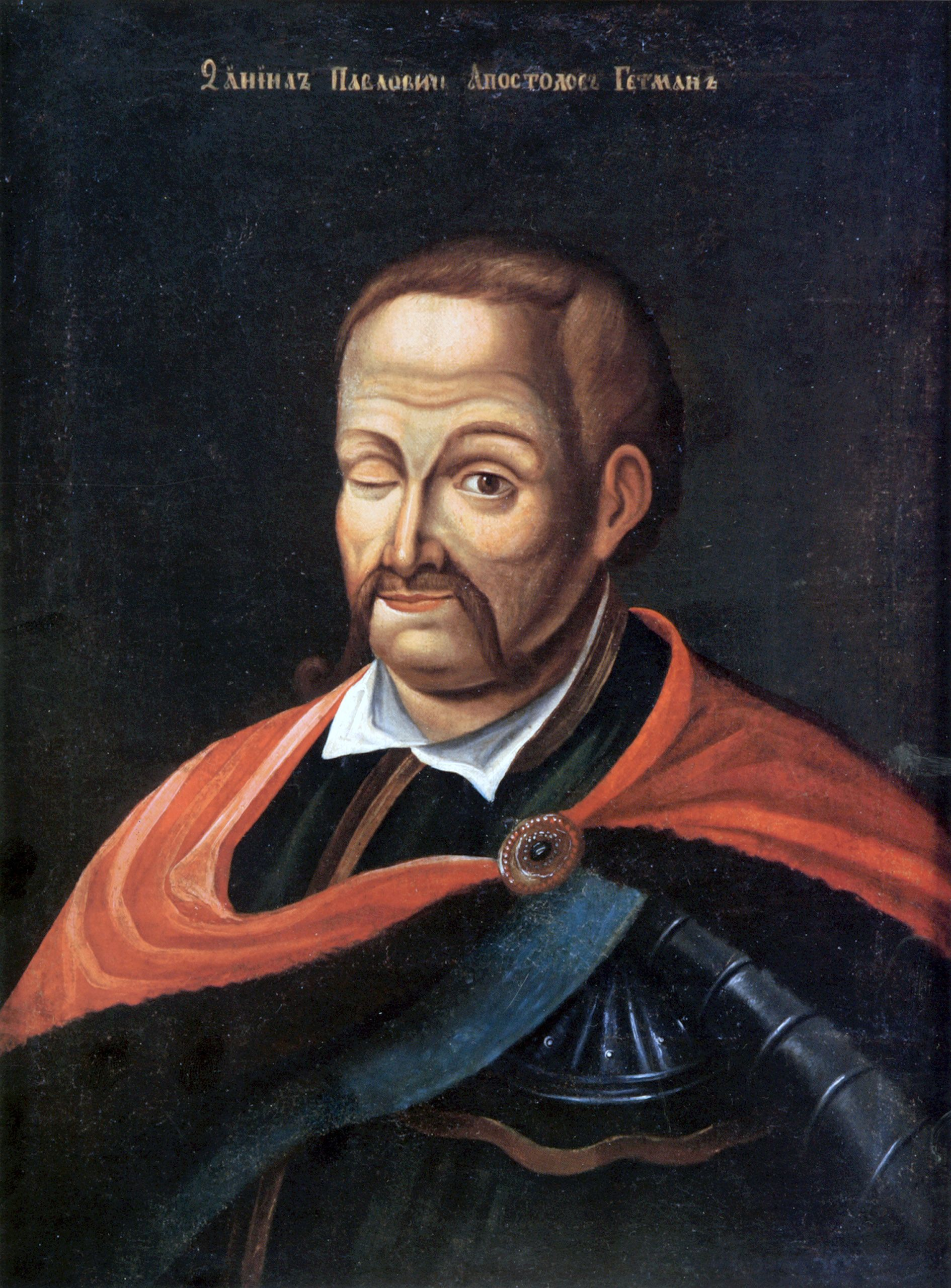
Hetman Danylo Apóstolo

| N°. | Hetman – Sua Alteza Sereníssima (Гетьман – Його Ясновельможність) | Hetman – Sua Alteza Sereníssima (Гетьман – Його Ясновельможність) | Eleito (Evento)      | Posse                                                   | Fim             | Nota                   |
| --- | ----------------------------------------------------------------- | ----------------------------------------------------------------- | -------------------- | ------------------------------------------------------- | --------------- | ---------------------- |
| (1) |                                                                   | Mykhailo Khanenko (1620–1680) Михайло Ханенко                     | 1669 (Uman)          | 1669 (confirmado: 2 de setembro de 1670)                | 1674            | facção pró-polonesa[b] |
| (2) |                                                                   | Stefan Kunytsky (?–1684) Стефан Куницький                         | 23 de agosto de 1683 | 23 de agosto de 1683 (confirmado: 24 de agosto de 1683) | Janeiro de 1684 | facção pró-polonesa    |
| (3) |                                                                   | Andrii Mohyla (?–1689) Андрій Могила                              | Janeiro de 1684      | Janeiro de 1684 (confirmado: 30 de janeiro de 1684)     | Janeiro de 1689 | facção pró-polonesa    |

### Primeiro Colegiado da Pequena Rússia
Em 1722, o poder governamental responsável pelo Hetmanato foi transferido da Faculdade de Relações Exteriores para o Senado Imperial. No mesmo ano, a autoridade do hetman foi minada pela criação do Primeiro Colegiado da Pequena Rússia. Foi nomeado em Moscou e era composto por seis oficiais militares russos estacionados no Hetmanato, que atuavam como um governo paralelo. Seu dever era ostensivamente proteger os direitos dos camponeses cossacos contra a repressão nas mãos dos oficiais cossacos. O presidente do colegiado era o brigadeiro Stepan Veliaminov. Quando os cossacos responderam elegendo como Hetman Pavlo Polubotok, oposto a essas reformas, ele foi preso e morreu na prisão sem ter sido confirmado pelo czar. O Primeiro Colegiado da Pequena Rússia governou o Hetmanato até 1727, quando foi abolido e um novo Hetman, Danylo Apostol, foi eleito. 
Um código composto por vinte e oito artigos foi adotado em 1659, regulando a relação entre o Hetmanato e a Rússia. Ela continuou em vigor até a dissolução do Hetmanato. Após a eleição do novo Hetman, um novo conjunto de "Artigos Pereiaslav" foi assinado por Danylo Apostol. O novo documento, conhecido como 28 Portarias Autoritativas, estipulava que:
- O Hetmanato não conduziria suas próprias relações exteriores, embora pudesse lidar diretamente com a Polônia, o Canato da Crimeia e o Império Otomano sobre problemas de fronteira, desde que esses acordos não contradissessem os tratados russos. [65]
- O Hetmanato continuou a controlar dez regimentos, embora limitado a três regimentos mercenários.
- Durante a guerra, os cossacos eram obrigados a servir sob o comando do comandante russo residente.
- Foi criado um tribunal composto por três cossacos e três nomeados pelo governo.
- Os russos e outros proprietários não locais foram autorizados a permanecer no Hetmanato, mas não foi possível trazer novos camponeses do norte. [66]

### Segundo Colegiado da Pequena Rússia
Em 1764, o cargo de Hetman foi abolido por Catarina II, e sua autoridade foi substituída pelo Segundo Colegiado da Pequena Rússia, que foi transformado a partir do Pequeno Prikaz da Rússia (Gabinete de Assuntos Ucranianos), subordinado ao Gabinete Embaixador do Czarado Russo. O colegiado era composto por quatro nomeados russos e quatro representantes cossacos, liderados por um presidente, Pyotr Rumyantsev, que procedeu à eliminação cautelosa, mas firme, dos vestígios de autonomia local. Em 1781, o sistema regimental foi desmantelado e o Colegiado da Pequena Rússia foi abolido. Dois anos depois, a liberdade de movimento dos camponeses foi restringida e o processo de servidão foi concluído. Soldados cossacos foram integrados ao exército russo, enquanto os oficiais cossacos receberam o status de nobres russos. Tal como acontecia anteriormente noutras partes do Império Russo, as terras foram confiscadas à Igreja (durante a época do Hetmanato, os mosteiros controlavam apenas 17% das terras da região) e distribuídas à nobreza. O território do Hetmanato foi reorganizado em três províncias russas (gubernias) cuja administração não era diferente da de quaisquer outras províncias do Império Russo. 

### Relações exteriores

#### Bohdan Khmelnytskyi
Bohdan Khmelnytskyi seguiu uma política externa multifacetada para o recém-criado estado cossaco ucraniano.  "O hetman e seus colegas começaram a pensar em termos de estabelecer um estado cossaco ou ucraniano, independente ou aliado a algum outro estado."  Um sistema de oposição à Polônia, que estava travando uma guerra contra o Hetmanato, era um "bloco anticatólico de estados ortodoxos e protestantes" que incluía Rússia, Moldávia, Valáquia, Transilvânia e Suécia. Outra opção era incorporar o Hetmanato Cossaco à Comunidade Polaco-Lituana como um parceiro igual ao Grão-Ducado da Lituânia e à Polônia. Outro sistema incluiria a Ucrânia na órbita otomana, semelhante à Valáquia, Transilvânia, Moldávia e o Canato da Crimeia. Finalmente, Khmelnytskyi desenvolveu outra possibilidade que envolveria colocar a Comunidade Polaco-Lituana contra a Rússia e os Cossacos do Don ou, alternativamente, fazer com que a Polónia se juntasse a Veneza na sua luta contra os Otomanos. 
Nos primeiros dias da revolta, Khmelnytskyi recrutou o apoio militar do Canato da Crimeia, que foi crucial para se opor às forças polacas do Hetmanato.  Entretanto, os tártaros da Crimeia provaram ser aliados pouco confiáveis porque suas ações impediram vitórias cossacas em batalhas potencialmente decisivas. Era do interesse do canato manter viva a revolta dos cossacos para que a Polónia fosse enfraquecida, mas um forte estado rival ucraniano também não era favorável ao canato. 
Desde o início da revolta, Khmelnytskyi também apelou à Rússia, que negou qualquer ajuda militar a Khmelnytskyi durante quase seis anos.  Entre o outono de 1648 e a primavera de 1651, Khmelnytsky se correspondia frequentemente com os otomanos, que faziam vagas promessas de ajuda militar a Khmelnytskyi. O hetman pediu repetidamente ao sultão que o aceitasse como súdito, mas os otomanos nunca o reconheceram explicitamente como tal. O sultão disse que "se o hetman permanecer fiel", o ahidnâme será concedido, o que significa que o sultão garantirá paz e proteção. Entretanto, em 1653, ficou claro para Khmelnytskyi que nenhum ahidnâme seria concedido. Khmelnytsky mostraria suas cartas do sultão ao czar para chantageá-lo a aceitar o hetman em sua suserania.  O Acordo de Pereslávia, assinado em março de 1654, foi um acordo para incorporar a Ucrânia sob proteção russa como um ducado autônomo e levou a uma guerra entre a Polônia e a Rússia.  Apesar deste tratado, Khmelnystkyi continuou a se corresponder com os otomanos para colocar os russos e os otomanos uns contra os outros. Ele disse a cada lado que eles se aliaram ao outro apenas por razões táticas. 

#### Vyhovsky e Doroshenko
Após a morte de Bohdan Khmelnytskyi em 1657, a Ucrânia se tornou mais instável, levando a conflitos entre facções pró-polonesas e pró-russas de cossacos. Em 1658, o hetman Ivan Vyhovsky negociou a União de Hadiach, que criaria uma Comunidade de três partes, incorporando o Hetmanato Cossaco como o "Grão-Ducado da Rutênia" em pé de igualdade com os membros atuais: o Reino da Polônia e o Grão-Ducado da Lituânia. No entanto, a queda de Vyhovsky fez com que isso não se concretizasse, pois os conflitos continuaram dentro do estado cossaco. Em 1660, o estado estava essencialmente dividido ao longo do Rio Dniepre, com um oeste controlado pelos poloneses e um leste controlado pelos russos.  Em 1663, os cossacos se rebelaram contra a Comunidade e, com a ajuda dos tártaros da Crimeia, em 1665, o hetman Petro Doroshenko assumiu o poder, com a esperança de tirar a Ucrânia do domínio da Rússia e da Comunidade Polaco-Lituana. As duas potências ignoraram completamente os interesses do Hetmanato e dividiram o Hetmanato ao longo do Dnieper na Trégua de Andrusovo. Em 1666, Doroshenko reiniciou a correspondência cossaca com os otomanos. 
O Império Otomano percebeu a Trégua de Andrusovo como uma ameaça e começou a adotar uma política mais ativa na região. Em 8 de junho de 1668, Doroshenko se tornou o único hetman de toda a Ucrânia e voltou à ideia de colocar a Ucrânia sob proteção otomana, sabendo que seria difícil sobreviver. Após negociações, ambas as partes concordaram que 1.000 janízaros não seriam alocados em Kodak e a Ucrânia não teria que pagar nenhum tributo. Doroshenko também redigiu 17 artigos com base nos quais aceitaria a protecção otomana.  Doroshenko emitiu uma carta de submissão ao sultão em 24 de dezembro de 1668, que foi confirmada pela Sublime Porta em junho de 1669.  Quando a Comunidade tentou destituir Doroshenko e assumir o Hetmanato, os otomanos declararam guerra em 1672 e marcharam para o norte em Kamianets-Podilskyi, com os cossacos de Doroshenko e os tártaros da Crimeia ao seu lado.  Após a guerra, os otomanos assinaram um tratado com a Comunidade, que entregou a região da Podólia aos otomanos.  A luta contínua com a Comunidade resultou na cessão da província da Podólia pelos otomanos de volta à Comunidade no Tratado de Karlowitz. Em 1674, a Rússia invadiu o Hetmanato e sitiou a capital de Chyhyryn, levando os otomanos e os tártaros da Crimeia a enviar seus exércitos para enfrentar os russos. Os russos se retiraram antes que qualquer confronto acontecesse, mas os otomanos arrasaram e saquearam os assentamentos no Hetmanato que tinham sido amigáveis aos russos, de acordo com o Darü'l-İslam. Doroshenko rendeu-se aos russos 2 anos depois, em 1676. 

Embora os otomanos, os polacos e os russos tivessem provas de que o Hetmanato Cossaco jurou lealdade a vários partidos simultaneamente, "eles escolheram fingir que não estavam cientes de qualquer lealdade dupla".  Os otomanos não consolidaram a sua posição na Ucrânia com uma forte presença militar, porque uma zona-tampão fronteiriça convinha aos seus interesses.  Os otomanos se referiam ao Hetmanato Cossaco de várias maneiras. O Hetmanato sob Khmelnytskyi foi chamado de eialete;  sob Doroshenko, foi chamado de sanjaco (província) em junho de 1669.  Os otomanos chamaram o Hetmanato Cossaco de "o país da Ucrânia" (em turco: اوكراینا مملكتی / Ukrayna memleketi).  O historiador Viktor Ostapchuk discute a relação ucraniano-otomana da seguinte maneira:
Então, até que ponto a Ucrânia cossaca era uma entidade otomana neste período? Dado que o tributo de estilo islâmico (haraç) nunca foi imposto e raramente discutido, tecnicamente falando, não podemos chamar o hetmanato de tributário otomano. É por isso, claro, que preferimos o termo “vassalo”, claro que não no sentido medieval ocidental original, mas no sentido da relação entre um Estado subjugado e um suserano, um Estado no qual existem obrigações mútuas – principalmente a não agressão e proteção do súdito pelo suserano em troca, quando necessário, do serviço militar pelo súdito em nome do suserano, e possivelmente prestação de tributo.

## Economia
Durante todo o período de existência do Hetmanato Cossaco, sua economia permaneceu principalmente agrário-feudal, embora as tendências pan-europeias para aumentar o número de fábricas e a participação da indústria na estrutura setorial do PIB fossem notáveis. 
O Hetmanato tinha seu próprio orçamento, seu próprio sistema financeiro e circulação de moeda. Havia um amplo sistema de impostos no Tesouro Militar (em ucraniano: Скарбниця Військова, Skarbnytsia Viiskova). Uma das maiores fontes de receita eram os impostos sobre moinhos e cervejarias. A renda dos moinhos era coletada por vigilantes especiais. Houve resgates para horilka (em ucraniano: горілка; termo ucraniano para vodca), alcatrão e tabaco. Uma coleta significativa veio das colmeias para o Tesouro Militar. Foram cobradas taxas de viagem, trânsito e alfândega interna. No Hetmanato havia um sistema de tributação direta da população. O aluguel da terra também era uma das fontes de renda mais eficazes.
As finanças do Hetmanato eram administradas pelo heneralnyi pidskarbii (em ucraniano: генеральний підскарбій), que chefiava o Tesouro Militar, que passou a se chamar Chancelaria Geral do Tesouro (em ucraniano: Генеральна скарбова канцелярія). Durante a presidência de Khmelnytskyi, o hetman controlou pessoalmente os assuntos financeiros. O tesouro foi reabastecido às custas do imposto de comércio fronteiriço sobre produtos de exportação e importação. A população também pagava tributos em espécie ao exército, aluguel de terras, impostos para a produção de bebidas alcoólicas, pelo uso de moinhos, aluguel, fábricas de minério e alcatrão e pela venda de tabaco. Khmelnytskyi provavelmente tentou cunhar sua própria moeda em Chyhyryn, cujas menções datam de 1649 e 1652.  
Uma certa ideia do valor do dinheiro e dos bens na segunda metade do século XVIII é dada pelas descrições e avaliações em dinheiro das propriedades dos cossacos e camponeses das sotnias Mena e Borzna do regimento de Chernihiv em 1766. Assim, uma casa de toras com feno e um galpão custava de 10 a 25 karbovanets, um celeiro de toras - 3 karbovanets, uma carroça para cavalos - 40 a 50 copeques, um arado - 12 copeques, um porco gordo - 1,5 copeques, uma ovelha - 50 copeques, um ganso - 10 copeques, galinha - 2 copeques, casaco simples - 1,2 copeques, chapéu listrado - 30 copeques, botas - 20 a 30 copeques. 

### Agricultura
Como já mencionado, a agricultura continuou sendo o principal ramo da economia. Uma das principais causas da Revolta de Khmelnitski foi a luta antifeudal do campesinato doméstico. Portanto, imediatamente após a formação do seu próprio estado, todas as propriedades da antiga nobreza magnata polonesa foram expropriadas pelo povo. Magnatas, nobres e arrendatários foram expulsos, e suas terras, gado e propriedades foram transferidas para cossacos, camponeses, burgueses e a administração estatal. A legislação da Comunidade Polaco-Lituana perdeu sua força e os camponeses tornaram-se livres. O retorno parcial temporário às antigas normas feudais após a derrota na Batalha de Berestechko e o Tratado de Bila Tserkva apenas fortaleceu a resistência do campesinato aos "senhores hereditários". Finalmente, no território do estado ucraniano, o sistema de gestão filvarka-senhorio, a propriedade da terra da coroa, os magnatas e a nobreza poloneses e ucranianos, e a Igreja Católica foram eliminados após a vitória na Batalha de Batih. 
A parte principal dos territórios libertados (e era um fundo de terras significativo: o reino possuía cerca de 150 cidades e vilas, magnatas e nobres possuíam cerca de 1.500, e a Igreja Católica – 50 propriedades), bem como terras desabitadas, passaram para o fundo estatal, que era de propriedade do Tesouro Militar, um componente do aparato da administração Hetman-Starshyna. O administrador supremo da terra era o hetman, localmente ela era administrada por coronéis e centuriões. As terras dos mosteiros ortodoxos e do alto clero, pequena nobreza, cossacos e burgueses permaneceram em propriedade privada. 
Pessoalmente, os camponeses livres tinham que pagar um imposto ao Tesouro Militar na forma de aluguel monetário. Os camponeses das aldeias militares livres consideravam a terra que cultivavam como sua propriedade. Na segunda metade do século XVII – no início do século XVIII, era livremente herdado, doado, vendido, comprado. Nas posses privadas, temporárias e condicionais, o direito dos camponeses de usar a terra era limitado e, ao comprar e vender terras, apenas o direito à sua posse era transferido com as coerções existentes em favor dos proprietários das terras. 

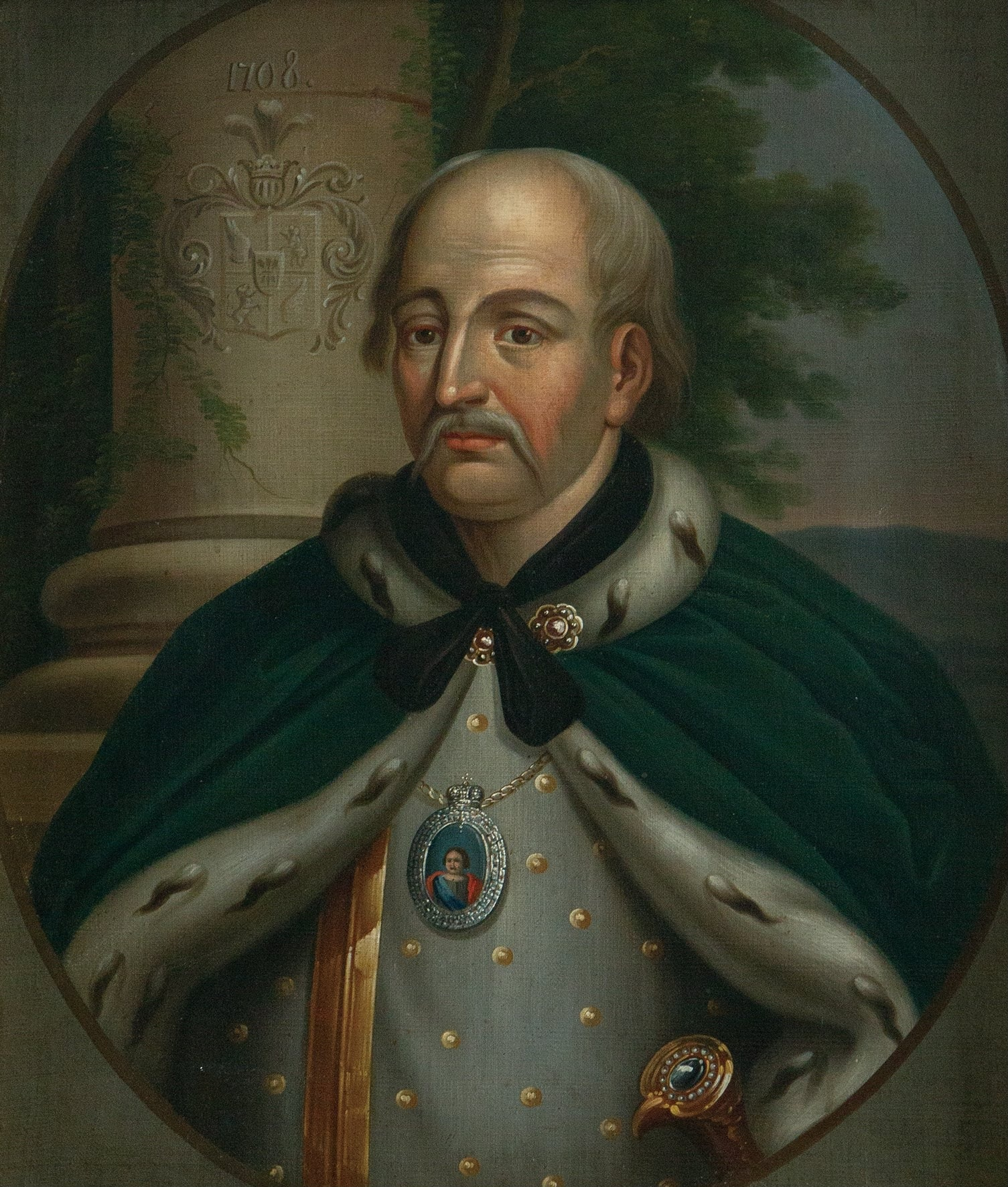
Hetman Ivan Skoropadsky. Um dos maiores proprietários de terras, ele tinha cerca de 20.000 camponeses.

Após a Revolta de Khmelnitski, 80-90% dos camponeses possuíam terras. De acordo com os materiais da descrição da "Pequena Rússia" feita pelo general russo Rumyantsev, os camponeses de Starshyna, do mosteiro e do governo eram divididos entre aqueles que possuíam terras e aqueles que não tinham terras. Os proprietários de lotes legavam terras, arrendavam-nas, compravam-nas e vendiam-nas, organizavam fazendas. O número de camponeses ricos, que concentravam grande parte das terras de loteamento e do gado, aumentou. Os plebeus sem terra dedicavam-se à agricultura em terras estatais, monásticas e de alto nível, que lhes eram atribuídas para uso temporário, ou viviam da venda da sua mão-de-obra.  Alguns camponeses sem terra criavam muito gado, colmeias e se dedicavam ao artesanato e ao comércio. Alguns deles tinham de 30 a 40 cabeças de gado, 20 a 30 porcos, 30 a 40 cavalos e até 300 ovelhas. Alguns camponeses, os chamados servos, não tinham fazendas e viviam constantemente nas propriedades do capataz, seja "para subsistência" ou por uma taxa anual (de 2 a 10 karbovanets). 

### Propriedade de terras de Starshyna
Desde o início da existência do estado, a propriedade da terra Starshyna existia em duas formas: privada (hereditária) e hierárquica (temporária). A tentativa de Starshyna de tomar posse das propriedades dos senhores poloneses e ucranianos exilados não encontrou apoio de Khmelnytsky, que em sua política levou em consideração os interesses dos cossacos hereditários, a intransigência dos camponeses e cossacos comuns à restauração da propriedade feudal da terra. A sociedade Starshyna aumentou a propriedade da terra às custas da compra de terras de cossacos e camponeses. Como recompensa por servir no exército cossaco, o sargento recebia terras, vilas e cidades do fundo de terras do estado por sua "patente" (posição). Essas eram posses temporárias, semelhantes aos benefícios da Europa Ocidental. 
Mais tarde, os hetmans se envolveram ativamente na distribuição gradual de terras do estado entre seus seguidores. Os dados da Investigação Geral de Propriedades (em ucraniano: Генеральне слідство про маєтності / Heneralne slidstvo pro maietnosti) sobre o crescimento da propriedade de terras de Starshyna na segunda metade do século XVII e início do século XVIII foi realizada em 1729-1730 para regular as relações de terra. Somente nos regimentos de Chernihiv, Starodub, Nizhyn, Pereiaslav e Lubny, 518 assentamentos passaram para a propriedade do Starshyna até 1708. Na década de 1730, mais de 35% das terras cultivadas do Hetmanato eram propriedade privada dos Starshyna. As fontes do crescimento da propriedade de terras de Starshyna foram: a promessa de terras livres; aquisição, muitas vezes forçada, ou apreensão de terras cossacas e camponesas; concessões e prêmios do hetman do governo czarista "por serviços ao grande soberano" do fundo de propriedades militares livres. Sob Danylo Apostol, o principal fundo de terras foi distribuído. A diferença entre propriedade condicional hereditária e temporária praticamente desapareceu. 

### Propriedade de terras de mosteiros (igrejas)
Durante a segunda metade do século XVII e o primeiro quarto do século XVIII, a propriedade de terras monásticas e eclesiásticas aumentou significativamente devido à aquisição e apreensão de terras públicas e de camponeses cossacos. De acordo com a Investigação Geral de Propriedades, em 1729-1730, em nove regimentos (exceto Starodub), os mosteiros possuíam 305 propriedades e 11.073 jardas de terras comuns, o que representava mais de 20% do número total de jardas. 
A administração Hetman-Starshyna tentou limitar a propriedade de terras monásticas. Por sugestão de Danylo Apostol, o governo czarista, por decreto de 1728, proibiu proprietários espirituais de comprar terras, permitindo apenas que indivíduos privados as legassem aos mosteiros. Os mosteiros tinham o monopólio da destilação e comercialização de vodca em suas propriedades. A igreja obteve o direito de propriedade livre de uma parte das terras públicas na forma de doações. As comunidades alocavam pátios, campos e campos de feno aos padres para a agricultura. 

### Indústria
Os séculos XVII e XVIII foram o período do turbulento processo de surgimento e desenvolvimento das cidades, o crescimento de seu papel na vida econômica da Ucrânia. No entanto, diferentemente das cidades da Europa Ocidental, elas mantiveram seu caráter feudal e agrário e eram pequenas. O processo de formação da população industrial e comercial foi lento. De acordo com o censo de 1666, em 36 cidades da Margem Esquerda da Ucrânia, 26% dos moradores eram artesãos. Como resultado da política das autoridades de Moscou, que limitava o desenvolvimento da indústria ucraniana, no final do século XVIII, entre a população do Hetmanato, os artesãos constituíam um pequeno número: em Chernihiv – 4,5%, em Hadiach – 16% de todos os residentes. Os centros de artesanato mais importantes foram Nizhyn – 42,3% dos estaleiros dos artesãos, Starodub – 48,5%. 4.000 artesãos trabalharam em Kiev. 
Na década de 1720, sob a influência das transformações de Pedro I, começou a construção de grandes fábricas centralizadas no Hetmanato. O surgimento das manufaturas ocorreu de duas maneiras: pequenas empresas foram transformadas em grandes produções independentes, as oficinas foram subordinadas ao capital mercantil, que penetrou ativamente na produção. Um ambiente particularmente favorável para o surgimento da produção manufatureira foram as indústrias urbanas e rurais. Elas não se limitavam às oficinas, portanto eram mais adequadas para a introdução de novos processos mecânicos, formas progressivas de organização da produção e do trabalho. Estava sendo formado um quadro de trabalhadores permanentes que viviam dos ganhos da indústria. 
A destilação (fabricação de cerveja, hidromel) foi desenvolvida. As matérias-primas para a produção de vodca e cerveja eram centeio, cevada, trigo sarraceno, aveia e trigo. Pequenas destilarias e cervejarias operavam em todas as fazendas, propriedades e vilas da Ucrânia. A destilação gerava um lucro de 2 a 4 vezes maior que a venda de pão. No final do século XVIII, havia mais de 10.000 guralenes. No Hetmanato e na região de Sloboda Ucrânia, as destilarias pertenciam a mosteiros, aos cossacos Starshyna, comerciantes, burgueses, cossacos e camponeses. No final do século XVIII, a destilação passou completamente para a nobreza. No século XVIII, a maioria das destilarias era de pequena escala. Uma certa parte delas, em termos de tamanho e equipamento, pertencia às formas iniciais de manufaturas. Eram grandes destilarias, atendidas em média por 14 pessoas. A destilação tinha um alto grau de comercialização. Nós comprávamos matérias-primas, combustível, equipamentos, vendíamos produtos – varejo em tavernas, atacado. A produção metalúrgica continuou a se desenvolver, sendo a forma mais comum a mineração de minério. 
Um lugar especial na indústria pertencia à produção de salitre. O centro desta indústria eram as bacias dos rios Psla, Vorskla, Oril, baixo Dnieper e Buh, e as áreas próximas a Chuhuiv e Putyvl. Durante o período de domínio da nobreza polonesa, havia quase 20 fábricas de salitre, cuja produção era monopolizada pelo governo polonês. Durante a Revolta, em meados do século XVII, as fábricas de salitre eram controladas pelo exército cossaco. No século XVIII, foram construídos tanques de salitre estatais e privados, pertencentes aos cossacos Starshyna, cossacos e moradores da cidade. A matéria-prima para obtenção do salitre era o solo de castros, antigas sepulturas, muralhas de fortalezas e cinzas. A partir da década de 1740, o método artificial de produção de salitre a bordo se espalhou. A partir do final da década de 1730, foram organizadas empresas de salitre: Oposhnianska (produtores unidos de salitre de Opishnia), comerciante Shchedrov, Russas (as fábricas ficavam na Gubernia de Carcóvia e no regimento de Poltava) e outras. O principal comprador de salitre ucraniano no século XVIII era o tesouro russo. O sistema de vendas forçadas teve um impacto negativo no desenvolvimento da produção de salitre. O tesouro devia muito aos donos das fábricas. Somente na década de 1790 foi permitida a venda livre do salitre, que restava do fornecimento ao tesouro. Isso contribuiu para a expansão da produção de salitre. 